# Condado de Canalejas
El condado de Canalejas es un título nobiliario español. Fue concedido por el rey Carlos II, mediante real despacho de 4 de noviembre de 1675, en favor de Gabriel Menéndez de Avilés y Porres, VI adelantado mayor de la Florida, castellano del de San Juan de Nieva y del alcázar de Avilés, regidor de esta villa y de la ciudad de Oviedo: todos oficios perpetuos; caballero de la Orden de Alcántara, colegial del Mayor de San Bartolomé en Salamanca, oidor en la Real Chancillería de Granada, consejero de Órdenes y camarista de Indias.
En el proceso de creación de esta merced se dispensó el trámite, entonces preceptivo, del vizcondado previo.
El concesionario era sobrino biznieto y sucesor de Pedro Menéndez de Avilés, conquistador y primer adelantado mayor perpetuo de la Florida. Y poseía la jurisdicción de cierta «villa de Canalejas», al parecer por derecho de Juana de Luján Osorio Acuña y Rivadeneira, su segunda mujer, que era hermana del primer conde de Castroponce y dama de la reina Mariana de Austria. Las fuentes consultadas para la redacción de este artículo no aclaran a qué villa o lugar de Canalejas alude la denominación del título.

## Lista de titulares
|                                            | Titular                                            | Periodo                                    |
| Condes de Canalejas Creación por Carlos II | Condes de Canalejas Creación por Carlos II         | Condes de Canalejas Creación por Carlos II |
| ------------------------------------------ | -------------------------------------------------- | ------------------------------------------ |
| I                                          | Gabriel Menéndez de Avilés y Porres                | 1675-1692                                  |
| II                                         | Pedro José Menéndez de Avilés Porres y Villela     | 1692-c.1711                                |
| III                                        | Catalina Menéndez de Avilés Bañuelos y Sandoval    | c.1711-1747                                |
| IV                                         | Ana Antonia Suárez de Góngora y Menéndez de Avilés | 1748-1776                                  |
| V                                          | Pedro Francisco Suárez de Góngora y Luján          | 1776-1794                                  |
| VI                                         | María Rafaela de Góngora y Luján                   | 1794-1794                                  |
| VII                                        | Josefa Dominga Catalá de Valeriola Luján y Góngora | 1795-1814                                  |
| VIII                                       | Benita de Inclán Valdés y Mier                     | 1821-1830                                  |
| IX                                         | Álvaro de Valdés e Inclán                          | 1830-1840                                  |
| X                                          | María del Rosario de Valdés y Ramírez de Jove      | 1840-1850                                  |
| «XI»                                       | Álvaro José de Armada y Valdés                     | 1850-1852                                  |
| XI                                         | Pedro de Armada y Valdés                           | 1852-1864                                  |
| «XII»                                      | Pablo de Armada y Fernández de Heredia             | 1864-1879                                  |
| XII                                        | Ramón de Armada y Fernández de Heredia             | 1883-1934                                  |
| XIII                                       | María del Carmen de Armada y Quiroga               | 1948-1954                                  |
| XIV                                        | Antonio Pérez de Armada                            | 1956-1989                                  |
| XV                                         | Ramón Pérez de Armada                              | 1991-1993                                  |
| XVI                                        | María Paloma Bela y Rodríguez de Zabaleta          | 1999-hoy                                   |

## Mayorazgo: el adelantamiento de la Florida
El concesionario de esta merced era quinto poseedor de un mayorazgo fundado en 1574 por Pedro Menéndez de Avilés, su tío bisabuelo, conquistador y primer adelantado mayor perpetuo de la Florida. A este vínculo, que incluía el citado adelantamiento, quedó agregado también el título de conde, que se rige por tanto por sus reglas sucesorias.
El Adelantado fundó este mayorazgo, con facultad real de Felipe II, mediante su testamento hecho el 7 de enero de 1574 en Sanlúcar de Barrameda, y lo ratificó por codicilo otorgado el 15 de septiembre del mismo año en Santander, donde murió dos días después. Entre los bienes vinculados, señalaba el adelantamiento de dicha provincia, concedido al fundador por dicho rey en las Capitulaciones otorgadas en Madrid el 20 de marzo de 1565.

## Historia genealógica

### Origen de los Menéndez de Avilés
Probable varonía Valdés
El historiador y genealogista Francisco Mellén Blanco, minucioso investigador de la figura y familia de Pedro Menéndez de Avilés, apunta como origen de su varonía al linaje de Valdés. En el actual estado de la cuestión esto no pasa de ser una hipótesis, pero merece consignarse aquí con los indicios que la abonan:
- Tanto Pedro Menéndez como su hermano mayor, Álvaro Sánchez, figuran con frecuencia en su juventud con el apellido Valdés (precedido del respectivo patronímico).[12] Y otro hermano entero, Bartolomé, lo usó toda su vida.
- Consta también que la familia del Adelantado utilizaba las armas de Valdés.[13]
- El genealogista José Manuel Trelles Villademoros, al escribir sobre los Valdés, señala que Pedro Menéndez provenía de la casa de Valdés de Manzaneda.[14]

La casa de Doñapalla
El abuelo y el padre del Adelantado, y después su hermano primogénito, fueron poseedores de una antigua casa de Doñapalla sita en el lugar de Monte del Rey, perteneciente entonces al concejo de Pravia y distante de esta villa unos cinco kilómetros. Hoy el barrio de Monterrey pertenece a la parroquia de Santa María de Riberas y concejo de Soto del Barco, segregado del de Pravia en 1836, pero es inmediato a la aldea de Peñaullán, donde se encuentra el  Castro de Doña Palla y que sigue perteneciendo al municipio praviano. Pese a la exigua monta de estos bienes solariegos, sus dueños se preciaban de haberlos heredado como descendientes de la antigua casa y linaje de Doña Palla, que tenía por genearca y epónima a la famosa condesa doña Pelaya Ordóñez, de sangre real, que en el siglo XI residía en dicho castro y ejercía un férreo dominio sobre numerosos vasallos en tierras de Pravia.
Genealogía continuada
El bisabuelo del primer adelantado fue
• Diego de Avilés, que tuvo por hijos a
1. Diego de Avilés,
2. Juan Álvarez de Avilés,[16]
3. y Álvaro Sánchez de Avilés, que sigue.

• Álvaro Sánchez de Avilés poseyó la casa de Doñapalla y fue vecino de la villa de Avilés, donde casó con María González Cascos. Tuvieron por hijo y sucesor a

• Alonso Álvarez de Avilés (c.1475-c.1527, llamado erróneamente en obras genealógicas Juan Alfonso Sánchez o Álvarez de Avilés) señor de la citada casa de Doñapalla, que sirvió a los Reyes Católicos en la Guerra de Granada y murió hacia 1527.
Fue su mujer María Alonso de Arango, natural del concejo de Pravia, que tras enviudar casó en segundas nupcias con Juan Martínez de Cudillero el Viejo (de quien tuvo también descendencia, que se expondrá más abajo). Era hija de Juan Alonso de la Campa y de Elvira Menéndez de Arango, naturales también del concejo de Pravia. De este matrimonio nacieron los siguientes hijos:
1. Álvaro Sánchez de Avilés, el primogénito, de quien se hablará más abajo. Originó la línea en que recayó el adelantamiento de la Florida al extinguirse la descendencia legítima del primer adelantado, y que fue agraciada con el condado de Canalejas.
2. Bartolomé Menéndez de Valdés o de Arango, que acompañó a su hermano Pedro en sus expediciones y estuvo preso con él en Sevilla año de 1565.[22][23] Fue gobernador y alcalde de la ciudad y fuerte de San Agustín de la Florida.[22] Por real cédula dada en Laredo el 9 de septiembre de 1559, Felipe II le nombró capitán ordinario de mar, con sueldo de 30.000 maravedís.[22] Y por otra del 20 de abril de 1574, el mismo rey le mandó hacer una leva de 150 a 200 hombres en la villa de Avilés, ciudad de Oviedo y demás pueblos del Principado para la armada que estaba reuniendo el Adelantado en la villa de Santander, nombrándole capitán de la gente que juntase.[22] A principios de la última década del siglo XVI, residía en el lugar de Heros (arrabal de la villa de Avilés, hoy perteneciente a la parroquia de Miranda), y estaba casado con María de Alvarado, de la que tuvo tres hijos:[24]
  1. Pedro Menéndez de Alvarado,
  2. Diego Menéndez de Alvarado y
  3. María de Alvarado o de Valdés. En 1593, los tres eran vecinos del concejo de Pravia y residentes en la corte.
3. Diego Menéndez de Avilés, que murió al servicio de S.M. en las guerras de Flandes.[22]
4. María Alonso de Arango la Moza, natural de San Juan de Piñera en el actual concejo de Cudillero (entonces, Pravia). Casó con Alonso Menéndez Márquez (o Marques) el Mozo, mercader de vinos y pescados, hijo de Alonso Menéndez Márquez el Viejo, escribano del concejo de Pravia, y de Elvira Rodríguez su mujer, naturales los tres de la villa de Cudillero.[25] Tuvieron por hijos a
  1. Pedro Menéndez Márquez  (c.1537-1600, voz en inglés), general de la Armada de Indias, caballero de Santiago,[26] que acompañó en la conquista de la Florida a su tío el Adelantado, quedó por lugarteniente suyo en el gobierno de Cuba y después fue gobernador de la Florida (1577-1594). Repelió un intento de invasión francesa de las costas de Santa Elena y el ataque a San Agustín de una flota inglesa mandada por Drake. Nacido en Cudillero hacia 1537, testó en 1597 en San Juan de Ulúa, cerca de Veracruz, y murió en la Florida en 1600. Casó en Avilés con María de Solís y Miranda, hija de Julián de Miranda, que testó a fe de Juan López el 1.º de enero de 1556, y de María de Solís, su segunda mujer, que era hermana de la mujer del Adelantado. De este matrimonio no quedó prole.[27]
  2. Alonso Menéndez Márquez, que sirvió en la Florida, donde fue muerto por los indios.[28]
  3. Antonio Menéndez Márquez, que quizá también sirvió en la Florida y fue allí muerto por los indios.[28] Casó con María Alonso de Inclán, natural como él de Cudillero. Tuvieron por hijo a
Juan Menéndez Márquez, natural de Cudillero, tesorero en la Florida y gobernador de Popayán en el Nuevo Reino de Granada, que testó en La Habana el 27 de agosto de 1620 y murió en 1627. Casó en San Agustín de la Florida el 25 de noviembre de 1596 con María Menéndez de Posada, natural de esta ciudad, que era su prima carnal: hija de su tía Catalina, que sigue. Con posteridad.[29]

  4. Catalina Menéndez Márquez, que nació en Cudillero hacia 1545. Esta señora fue dos veces casada y vivió en la Florida durante unos cuarenta años: pasó a aquella provincia con su primer marido y allí volvió a casar y se quedó con el segundo hasta el fin de sus días, manteniendo un hospital para soldados en su casa de San Agustín. Testó en esta ciudad el 30 de mayo de 1615 ante Alonso García de la Vega. Su primer marido fue el capitán y factor Diego de Endeno y Otálora (o Juan de Lodeño),[30] que debió de morir a manos de los indios en el verano de 1576 junto con Pedro Menéndez de Avilés el Mozo.[28] En todo caso, Catalina ya era viuda en septiembre de dicho año.[31] Y en segundas casó con el capitán Juan de Posada, natural de Llanes, hijo de Pedro de Tarapiella y de Teresa Díaz de Posada. De uno y otro matrimonio se le conocen tres hijos:
    1. El capitán Pedro Menéndez de Otálora, natural de San Agustín, que murió sin descendencia en Sevilla habiendo testado en esta ciudad el 1.º de octubre de 1599.[32]
    2. Diego Endeno de Otálora, que ya era difunto antes de 1599.
    3. Y María Menéndez de Posada, natural de San Agustín, que otorgó poder para testar en Valladolid el 28 de abril de 1638, por el que mandaba fundar dos capellanías en la iglesia de San Pedro de Cudillero o en la de Santa María de Piñera, con dotación de cien ducados cada una.[33] Ya citada como mujer de su primo hermano Juan Menéndez Márquez.

  5. Y Elvira Menéndez Márquez, que casó con Hernando de Miranda de la Rosa, hijo de Fernando de Miranda y de María de Valdés, quienes le fundaron mayorazgo el 13 de mayo de 1555.[34]
5. Juan Menéndez de Avilés, que murió como Diego sirviendo a S.M. en Flandes.[22][35]
6. Y Pedro Menéndez de Avilés, que sigue.

### El primer adelantado y su descendencia
El oficio de adelantado mayor perpetuo de la Florida fue concedido a
• Pedro Menéndez de Avilés, conquistador, capitán general y I adelantado mayor de la Florida, gobernador de la isla de Cuba, general de la Armada de la Carrera de Indias, caballero de Santiago y comendador de Santa Cruz de Zarza,
Nunca tuvo tratamiento de Don
Nació en la villa de Avilés el 15 de febrero de 1519.
A los catorce o quince años debió de enrolarse por primera vez como grumete de un barco de guerra en algún puerto del Cantábrico.
Atravesó el Atlántico veintiséis veces, completando trece viajes redondos con la Flota de Indias. Fue el segundo marino que más veces lo hizo en el siglo XVI después de Juan Gutiérrez de Garibay, también general de esta Carrera, que llegó a dieciséis viajes.
En 1565 estuvo preso en Sevilla, junto con su hermano Bartolomé.
Enterrado en Avilés.

#### Últimas disposiciones

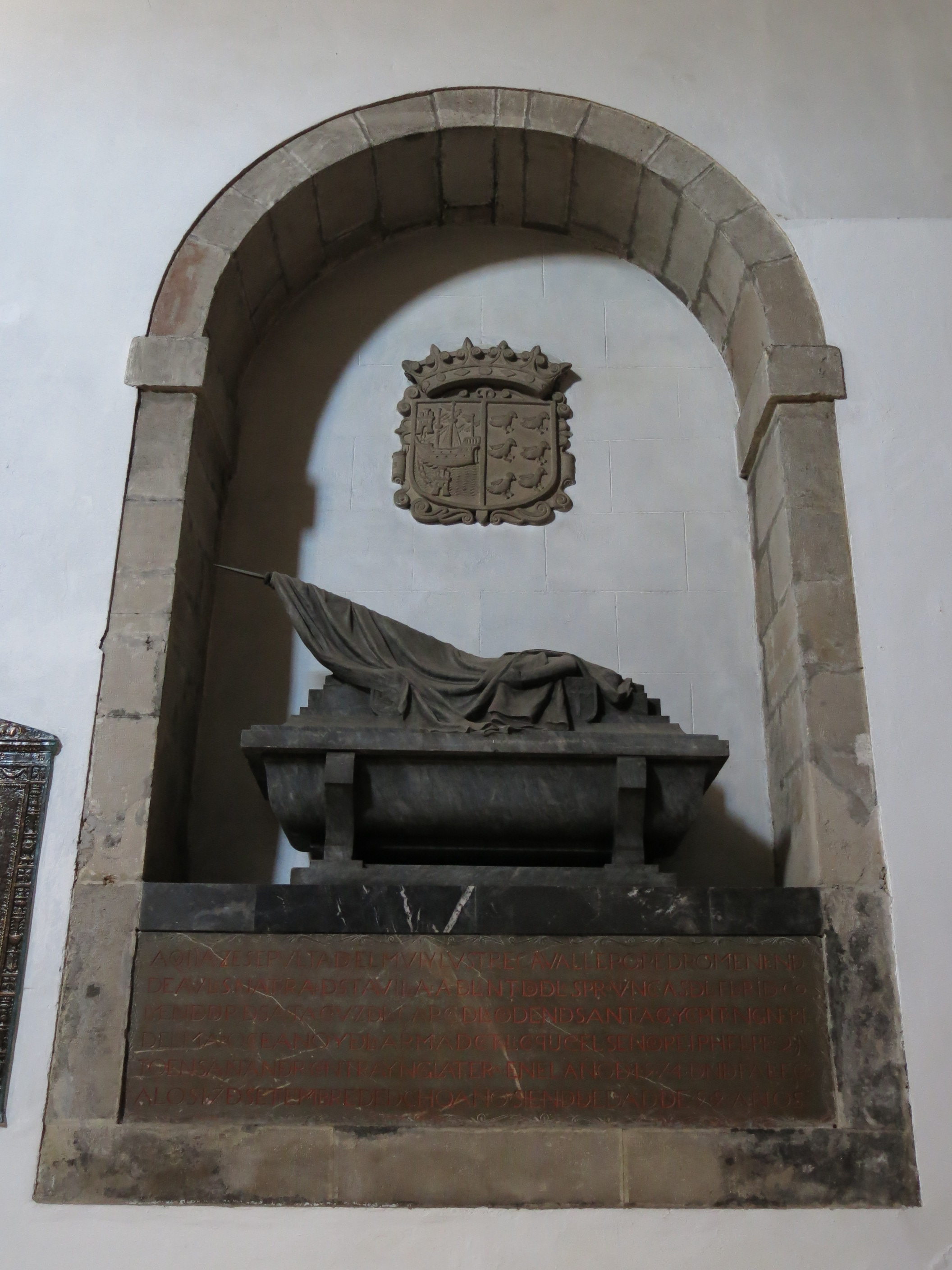
Sepultura de Pedro Menéndez de Avilés en la antigua iglesia parroquial de San Nicolás de su villa natal (actual de San Antonio o de los PP. Franciscanos). En forma de sencillo arcosolio elevado que se abre en el lienzo del evangelio del tramo anterior de la nave. La piedra de armas fija en la pared, a la altura de la imposta, trae escudo sobre cartela partido de Avilés y Arango, timbrado de corona (de general) y con la cruz de Santiago acolada. Sobre la tapa del sepulcro, y a modo de catafalco, una escultura representa una urna cubierta por una bandera con su asta. En el frontal está cincelado este epitafio: «Aquí iaze sepultado el mui ylustre cavallero Pedro Menéndez de Avilés, natural desta villa, adelantado de las provincias de la Florida, comendador de Santa Cruz de la Çarça del Orden de Santiago y capitán general del Mar Océano y del Armada católica que el Señor Rei Phelipe II juntó en Santander contra Inglaterra en el año de 1574, donde falleció a los 17 de setiembre del dicho año, siendo de edad de 55 años».

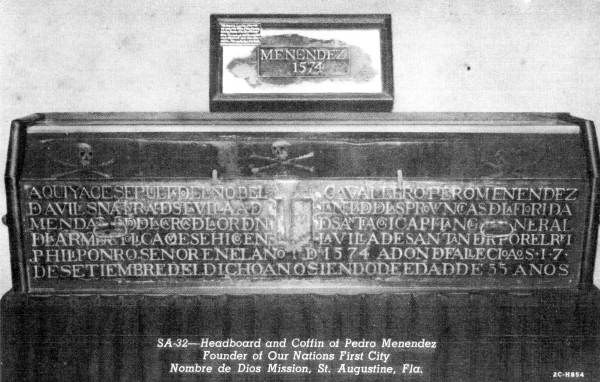
Ataúd-cenotafio que honra la memoria de Pedro Menéndez de Avilés en la Misión de Nombre de Dios, sita en términos de la ciudad de San Agustín y condado de San Juan, en la Florida. El epitafio es copia del de su auténtico sepulcro en Avilés, hasta el detalle de aludir al difunto como «natural desta villa». Esta fotografía antigua, difundida por el programa público Florida Memory, lleva sobreimpreso un texto en inglés que recuerda la fundación de San Agustín por el militar español y que fue «la primera ciudad de nuestra nación» (los Estados Unidos).

El Adelantado solicitó y obtuvo del rey de Felipe II la facultad real necesaria para fundar mayorazgo, que le fue expedida en Madrid el 30 de abril de 1568. Y haciendo uso de ella, en mayo o junio de aquel mismo año, otorgó testamento cerrado en Cádiz, que quedó en poder y casa de Pedro del Castillo, regidor de esta ciudad, por el que vinculaba el grueso de sus bienes. Llamaba en primer lugar a poseer el mayorazgo a su hija Ana, casada con don Pedro de Valdés, con cláusula de que los sucesores se apellidarían alternativamente Menéndez de Avilés y Menéndez de Valdés. Y en segundo lugar llamaba a su hermano Álvaro Sánchez de Avilés. Por entonces ya había muerto su primogénito y había entrado monja su hija María, y a Catalina la desheredaba por haber casado sin su consentimiento. De este testamento tenemos noticias por declaraciones de testigos, pero no apareció nunca, pues Pedro del Castillo lo destruyó por orden del Adelantado cuando este hizo uno nuevo.
Volvió a testar en Sanlúcar de Barrameda el 7 de enero de 1574, ocho meses antes de su muerte, y habiendo muerto ya trágicamente su hija Ana. Por este testamento (citado a veces como «poder para testar») el Adelantado revocaba el anterior, nombraba albacea al mismo Pedro del Castillo, vecino y regidor de Cádiz, y le confería amplios poderes para liquidar sus créditos y deudas, colocar el remanente en nuevos bienes y adjudicarlos haciendo el mayorazgo que quería fundar con la misma facultad real, a cuyo goce llamaba en primer lugar a su hija Catalina, y en segundo a su sobrino nieto Pedro Menéndez de Avilés (nieto de su difunto hermano Álvaro Sánchez). Señalaba para integrarlo el grueso de sus bienes, «con inclusión de las mercedes que le hiciera S.M. en las provincias de la Florida, anejas a su descubrimiento y población, esceptuando las veinte y cinco leguas en cuadro concedidas por el mismo asiento, y el título ofrecido de Marqués, que debía disfrutarlos su hija [natural] doña María, mujer de D. Diego Velasco, llamada en tercer lugar, con la cláusula de pasar a vivir con su marido a la Florida».
Y su última disposición fue un codicilo que ratificaba el testamento anterior. Lo dictó en Santander ante el escribano Pedro Ceballos, el 15 de septiembre de 1574, dos días antes de su muerte, siendo capitán general de la armada que allí se juntaba.
Al otorgar este codicilo, cometió un grave error el Adelantado, pues se remitía a su anterior testamento cerrado hecho en Cádiz y en poder de Pedro del Castillo, aunque parece claro que su intención era referirse al testamento hecho en Sanlúcar por el que apoderaba a dicho Pedro del Castillo. Esto dio pie a algunas impugnaciones y litigios. El error fue subsanado por varias resoluciones judiciales, señaladamente una sentencia de 1603, que reconocieron la intención notoria del testador de ratificar su testamento hecho en Sanlúcar, por lo que fue efectiva la fundación del mayorazgo.

#### Matrimonio e hijos
En 1528 se capituló casarle con María de Solís y Cascos (1517-1594), que tenía entonces once años de edad —dos más que él— y que trajo en dote la hacienda de Illas, un prado junto a Avilés y la llosa del Barancel. El matrimonio se celebró unos diez años después. Esta señora hizo un testamento el 19 de octubre de 1570, volvió a testar siendo viuda el 13 de noviembre de 1594 en Molleda, concejo de Corvera, ante Diego Flórez, y murió ese mismo año en Avilés. En el último fundaba un aniversario perpetuo de una misa cantada con vísperas en el convento de San Francisco de Avilés, día de Nuestra Señora de septiembre, y pedía ser enterrada —si la justicia y regimiento de dicha villa accediera a ello— debajo de donde lo estaba su marido, en el coro de la parroquial de San Nicolás; en tal caso mandaba a la fábrica de dicha iglesia cuatro ducados de renta anual situados sobre la hacienda de Illas. A su hija María, monja, le mandaba por sus días 50 ducados de renta anual, y nombraba por única y universal heredera a su hija Catalina. En 1571 pasó a la Florida junto con María Menéndez, su hijastra, y el marido de esta, para instalarse allí definitivamente, pero al morir el Adelantado regresó a España para cobrar y litigar su herencia. Sobre esta partición tuvo un pleito con Hernando de Miranda, su yerno, en el que se dictó ejecutoria el 20 de diciembre de 1581. La Adelantada era prima 3.ª de su marido (pariente en 4.º grado, por Cascos), hija de Juan González Cascos el Más Viejo (o González de Avilés) y de Catalina de Solís... nieta materna de Boiso Suárez de Solís, de la casa de Solís de Corvera, y de Catalina de Quirós.
Este matrimonio procreó cuatro hijos legítimos:
1. María Alonso de Arango (o Menéndez de Avilés), que nació antes de 1540, sobrevivió a sus padres y debió de alcanzar el siglo XVII. Era apenas adolescente en 1554 cuando entró monja bernarda en las Huelgas Reales de Avilés, llevando en dote 300 ducados y habiendo renunciado a sus legítimas.[51] El 16 de marzo de 1573 hizo donación de la dote a su padre y al sucesor de su casa, ante el escribano de Avilés Luis de León, reservando la quinta parte para su ánima.[52] Después de los días del Adelantado, el citado monasterio también litigó por su herencia, en representación de esta señora.[53]
2. Juan Menéndez de Avilés (c.1540-1563), gentilhombre de S.M. Fue el único hijo varón y por tanto inmediato sucesor del Adelantado, a quien acompañó desde muy joven en sus viajes. Murió mozo en 1563, víctima de un naufragio en aguas de las Bermudas,[54] cuando volvía de la Nueva España al mando de una flota. El dolor por esta pérdida ensombreció a su padre durante el resto de su vida, sin que perdiera la esperanza de encontrarle con vida en poder de alguna tribu indígena.
3. Ana María Menéndez de Avilés (c.1545-1568), que por muerte del varón y profesión religiosa de la mayor se convirtió en inmediata sucesora del Adelantado. Casó en la primavera de 1568, con real licencia del año anterior,[55] y previas capitulaciones del 24 de marzo de 1565,[56] con el general y santiaguista don Pedro de Valdés (1544-1617), caballero principal del concejo de Gijón.[57] El Adelantado apreciaba mucho a este militar que servía a sus órdenes: en 1565 le dejó por lugarteniente suyo en la Florida,[58] y a raíz de la boda fundó mayorazgo en cabeza del nuevo matrimonio, con cláusula de que los poseedores se apellidarían alternativamente Menéndez de Avilés y Menéndez de Valdés. Pero a los dos meses y medio de casados, y habiéndose ausentado ya el marido al servicio de S.M., la esposa fue muerta violentamente «por zelo de su honra». La justicia halló culpables de este crimen al suegro y a un cuñado de la interfecta,[59] y condenó a ambos a morir degollados y a perder la mitad de sus bienes en favor de la Real Cámara. La tragedia se abatía de nuevo sobre el Adelantado y volvía a truncar sus planes de sucesión para la casa y mayorazgo que pretendía fundar. Don Pedro de Valdés fue señor de la casa de su apellido del lugar de Contrueces y parroquia de San Julián de Roces, concejo de Gijón, donde nació en 1541 y testó el 9 de marzo de 1615.[60] Vistió el hábito de Santiago desde 1566 y fue comendador de Oreja,[61] maestre de campo en la Florida, almirante de la Carrera de Indias, capitán general de Cuba y general de la escuadra de Andalucía: una de las diez que formaban la Armada Invencible en la Jornada de Inglaterra (1588). Allí fue capturado y estuvo siete años preso en la Torre de Londres. Era hijo y sucesor de Juan de Valdés de Villar el Mozo, natural y regidor de Gijón, familiar del Santo Oficio, condenado por el asesinato de su nuera y ejecutado en Oviedo en 1571, y de Teresa Menéndez de Labandera, nacida en la parroquia de Roces, que otorgaron testamento mancomunado el 29 de enero de 1564 en su casa de Contrueces, por el que fundaban vínculo de sus bienes con facultad real dada el 1.º de enero de 1562.[62] El inventario de estos bienes se hizo en 1572.[63] Curiosamente, andando el tiempo la casa de Avilés Canalejas recaería en los Valdés de Gijón, descendientes de don Pedro, como se expondrá más abajo.[64]
4. Y Catalina Menéndez de Avilés, que sigue.

 Además, fruto de su relación con una moza de Avilés cuyo nombre se ignora, el Adelantado tuvo por hija natural a
5. otra María Menéndez de Avilés, que era la mayor de sus hijos pues nació hacia 1537, antes del casamiento de su padre. De quien trataremos más abajo. La prole que tuvo esta señora es la única descendencia que quedó del Adelantado, tras extinguirse la de Catalina.

#### Línea de su hija Catalina (extinta)
Al exponer la descendencia legítima del I adelantado hemos visto que la mayor de las hijas entró monja en 1554 y que el único hijo varón y la hija segunda murieron sin descendencia en 1563 y 1568. De resultas, quedó por sucesora y heredera la menor de sus hijas, que fue: 
•  Catalina Menéndez de Avilés (c.1547-1611), primera poseedora del mayorazgo. Nacida hacia 1547, testó en Avilés el 9 de mayo de 1611 ante Julián de Valdés León, fundando en la iglesia de San Nicolás dos capellanías que habían de proveerse en clérigos de los apellidos Solís y Menéndez, con carga perpetua de una misa diaria y responso sobre su sepultura. Y falleció sin prole supérstite en 1611, siendo viuda por segunda vez.
Esta señora contrajo su primer matrimonio hacia 1565 sin permiso de su padre, quien por ello la desheredaba en su testamento de 1568. Pero tras la muerte de su hermana Ana, y habiéndose reconciliado con el Adelantado, este la llamaba en primer lugar a poseer el mayorazgo en sus últimas disposiciones, y ella entró a gozarlo en 1574, a raíz de su fallecimiento. Siguió el litigio iniciado por su padre ante el Consejo de Indias sobre lo gastado de más en la conquista y población de la Florida, librándose a su favor mil ducados en 1576.
Su primer marido fue Hernando de Miranda (c.1525-1593), natural de San Tirso de Candamo, vecino de la villa de Grado y factor de S.M. en la Florida. A la muerte de su suegro le sucedió en el gobierno efectivo de dicha provincia como II adelantado mayor, por real cédula de 17 de mayo de 1575, en la que Felipe II mandaba guardarle todo lo que había capitulado con Pedro Menéndez. Hombre codicioso y destemplado, actuó con despotismo y rapacidad en el gobierno de la Florida e inició numerosos pleitos sobre la herencia de su suegro. Era hijo segundón de Sancho de Miranda, señor de Valdecarzana y más vasallos en el Principado, que sirvió al Emperador en las guerras de Francia y otras campañas, y de Leonor de las Alas, su mujer, ambos enterrados en la Colegiata de San Pedro de Teverga; nieto de Lope (Fernández) de Miranda el Viejo, señor de Valdecarzana, que «sirvió con su persona y mucho número de parientes y vassallos a los Señores Reyes Católicos en la Guerra de Granada», y de Urraca de Ron e Ibias, su primera mujer, señora del coto de Sena en el concejo de Ibias, y materno de Hernando de las Alas el Viejo, continuo de la casa de los Reyes Católicos, señor de la casa de su apellido en Avilés, alférez mayor de esta villa y alcaide del castillo de San Juan de Nieva, que también sirvió al Emperador, y de Catalina de Quirós, su mujer, fundadores del monasterio de Nuestra Señora de la Merced de Raíces en el concejo de Castrillón, donde recibieron sepultura.
Catalina enviudó en 1593 y volvió a casar, casi quincuagenaria, con el capitán Hernando de las Alas, regidor perpetuo de Avilés, que era primo carnal de su primer marido y también se tituló adelantado de la Florida. Este señor pretendió sin éxito el gobierno efectivo de dicha provincia, siguió con los pleitos y falleció hacia 1600. Era hermano de Alonso y de Pedro Estébanez de las Alas, capitanes como él de la Carrera de Indias, e hijo de Fernando Manso de Avilés y de Isabel de las Alas, que era hermana de Leonor de las Alas, ya citada, y del general de la Carrera de Indias Martín de las Alas, señor de esta casa, alférez mayor de Avilés, gobernador y capitán general de Santa Marta y de Cartagena de Indias, donde murió. Nieto materno de Hernando de las Alas el Viejo y de Catalina de Quirós, ya citados.
El segundo matrimonio de Catalina fue infecundo. Del primero tuvo por hija única a
Toribia Menéndez Valdés o Menéndez de Miranda (c.1567-1599), que murió en vida de su madre en 1599, siendo de poco más de treinta años de edad. Tendría unos diez por el año 1577, y para entonces su madre ya había sucedido en la casa del Adelantado y no tenía más descendencia. Aunque se discutía si los bienes estaban o no sujetos a vínculo, era evidente que Toribia iba a quedar por heredera de la casa. El siguiente llamado a la sucesión era su primo segundo Pedro Menéndez de Avilés, tercero del nombre, unos tres años menor que ella. Por la reciente muerte de su padre, este niño estaba bajo tutela de su madre, Mayor de Arango, quien durante los años siguientes trató con Catalina Menéndez del posible matrimonio de sus hijos, que pondría fin a los litigios entre ambas líneas familiares. El proyectado casamiento no se llevó a efecto, pero los tratos duraron al parecer hasta que Toribia dio su mano a un pretendiente inesperado. Casó con el capitán Álvaro Pérez de Navia y Arango, señor de la casa de Navia de Luarca y de la torre de Arango y coto de Villavaler en el concejo de Pravia, el cual una vez viudo volvió a casar con María de Malleza. Era hijo de Juan Alonso de Navia, señor de la casa de Luarca, alférez mayor de esta villa y regidor también de Pravia, y de María de Arango, señora de Villavaler y de la casa de su apellido; nieto del licenciado Álvaro Pérez de Navia el Mozo, primer poseedor de la casa, señor del valle de Oselle en Galicia, y de Mencía de Valdés Llano, de la casa de Salas, y materno de Diego de Arango, Señor de esta casa, y de Magdalena de Valdés, que era hermana de la dicha Mencía y del arzobispo de Sevilla Fernando de Valdés, inquisidor general y presidente de Castilla. De esta unión fue unigénita:
Mencía de Valdés, que nació hacia 1590 y murió doncella hacia 1605 en vida de su abuela Catalina, de la que era inmediata sucesora. Hacia 1600 se capituló casarla con su pariente Pedro Menéndez de Avilés, tercero del nombre, caballero de Santiago, opositor de su citada abuela en los pleitos referidos y que ya había estado en tratos para casar con su madre. Pero este matrimonio no se llevó a efecto por la temprana muerte de Mencía. De este señor trataremos en la línea de Álvaro Sánchez.

Cuando falleció Catalina Menéndez de Avilés en 1611, habiéndole premuerto su hija y su nieta únicas, quedó extinguida la descendencia legítima del primer adelantado.

#### Descendencia natural
Como ya se ha indicado, antes de contraer matrimonio el Adelantado tuvo una hija natural, fruto de su relación con una moza de Avilés cuyo nombre ignoramos: 
•  María Menéndez de Avilés, que nacería hacia 1537, siendo su padre muy mozo. El Adelantado la reconoció tempranamente y la crio en su casa, con su mujer e hijos legítimos, a quienes estuvo muy unida. En 1571 pasó a la Florida en compañía de su marido y madrastra, con intención de instalarse allí definitivamente.

#### Sus hermanos uterinos
Ya se ha dicho que María Alonso de Arango, la madre de Pedro Menéndez de Avilés, casó en segundas nupcias con Juan Martínez de Cudillero, llamado el Viejo, vecino de Sabugo y que también poseía varias casas en Cudillero. Fruto de este matrimonio, el Adelantado tuvo estos cuatro hermanos uterinos:

- Catalina González de Arango, casada hacia 1542 con Martín de Quirós, natural de Pravia, señor de la casa de Cuervo de San Román de Candamo, que falleció a finales de 1572. Era hijo y sucesor de Fernando Menéndez de Arango y de Aldonza de Omaña, y provenía por línea agnada y sacrílega de los Cuervo Arango de Pravia.[79] Tuvieron once hijos:[80]
  1. Martín de Quirós, que como primogénito sucedió en la casa. Acompañó a su tío el Adelantado en la conquista de la Florida, donde fue tesorero real. El 9 de febrero de 1580 elevó memorial solicitando a S.M. la plaza de capitán de su galera capitana o el oficio de tesorero o proveedor de las galeras.[81] Debió de morir mozo poco después, y tras él poseyeron la casa sucesivamente los cuatro siguientes:
  2. Luis Cuervo,
  3. Juan de Quirós, que también fue con su tío a la Florida, y
  4. Arias de Omaña, que murieron los tres sin descendencia,
  5. y Pedro de Quirós, señor de la casa de San Román de Candamo, que casó en primeras nupcias con Leonor de Miranda y en segundas con María de Quirós. De esta tuvo por primogénito y sucesor a
Martín de Quirós, que casó con María de Carreño Falcón. Tuvieron descendencia en que siguieron la casa de San Román y un mayorazgo de Carreño que tocaba a esta señora, recayendo en la segunda casa de Valdés de Cangas de Tineo.[82] Los Valdés de esta línea litigaron por la casa de Canalejas a principios del siglo XIX, y después fueron marqueses de Casa Valdés.[83]

  6. Fernando Cuervo,
  7. Catalina de Quirós, mujer de Juan Martínez de Ponte. Tuvo una hija llamada María de Quirós.
  8. María de Arango,
  9. Francisca de Quirós, que casó en 1565 o poco antes con el doctor Gonzalo de Solís de Merás, compañero y cronista del Adelantado en la conquista de la Florida, autor del Memorial que se cita en la bibliografía como fuente principal sobre aquella gesta. Nació en Tineo hacia 1545 y murió entre 1587 y 1593, hijo de Pedro de Merás el Viejo y de María González de Solís. Su madre era hermana de Catalina de Solís, la suegra del Adelantado, hijas ambas de Boiso Suárez de Solís y de Catalina de Quirós.[84] Tuvieron una hija llamada
María de Merás y Quirós, que casó con Francisco de Solís y Bernardo de Quirós, alférez mayor de Oviedo, señor de la torre de la Quintana de Ciaño, hijo de Pedro de Solís y la Rúa, poseedor de la misma casa y oficio, y de Leonor Bernardo de Quirós. Con posteridad en que siguió esta casa, recayendo en el siglo XIX en la de Carreño de Valdesoto y en los Vereterra, marqueses de Gastañaga.

  10. María de Quirós, mujer de Juan de Arango,
  11. y Aldonza de Omaña, que casó con Alonso López de Tuña. Procrearon a
    1. Fernando Cuervo y a
    2. Pedro Menéndez.
- Marina Alfonso de Arango, que fue la segunda mujer de Simón de León, regidor de Avilés, patrono del Hospital y Capilla de San Juan de dicha villa, viudo de Marquesa de Carreño e hijo de Pedro Rodríguez de León, que en 1544 compró el regimiento, y de Leonor de Quirós Valdés, su primera mujer, heredera de dicho patronato. Estos León descendían por mujer de los Rodríguez (o Alonso) de León de la casa de Trasona, pero tenían varonía González de Oviedo. De este matrimonio nacieron ocho hijos:[85]
  1. El capitán Bartolomé de León y Menéndez de Avilés, «que sirvió en las guerras de Indias y en otras partes» y aunque dejó dos hijas naturales, en su testamento dispuso que con sus bienes se comprasen 1.100 ducados de juro, y los legaba con vínculo a su hermano Simón: origen del mayorazgo de Ferrera, al que también agregó el patronato de dicho hospital y capilla, el regimiento de Avilés y otros oficios perpetuos.
  2. Simón de León Quirós, primer poseedor del mayorazgo, que también sirvió a S.M. en Indias como capitán. Casó en 1574 con Leonor de Valdés, que era hermana del general Diego Flórez de Valdés, comendador de Oreja en la Orden de Santiago y marido de una sobrina del Adelantado, de quien se hablará en el apéndice.[86] Simón murió sin hijos legítimos, dejando por heredero y sucesor a Pedro, el menor de los varones.
  3. Sebastián de León y
  4. Esteban de León, que ambos debieron de morir mozos antes que Simón.
  5. Pedro Alonso de León y Menéndez de Avilés, segundo poseedor del vínculo, regidor de Oviedo. Fue como los anteriores capitán de la Carrera de Indias y sirvió en la Florida y en la Jornada de Inglaterra, donde se halló al mando de 108 soldados en la nave capitana del general don Pedro de Valdés, yerno del Adelantado. Casó con Mayor de Hevia y Estrada, hija de Diego de Hevia el Peco, mayorazgo de la casa principal de su apellido en Villaviciosa y señor del coto de Poreño en el mismo concejo, y de Sancha de Estrada. Con prole. Su hijo
Pedro de León y Menéndez de Avilés fue tercer posedor del mayorazgo fundado por su tío Sebastián y patrono del Hospital y Capilla de San Juan de Avilés. A mediados del XVII edificó en esta villa el palacio de Ferrera, que siguió en su descendencia. Abuelo materno del primer marqués de Ferrera.

  6. Catalina Alonso de León o de Quirós. El 6 de mayo de 1605 otorgó escritura de transacción con su hermano Pedro sobre la partición que habían hecho poco antes de la herencia de su padre y de la legítima de otros hermanos suyos.[87] Por entonces ya era viuda del escribano de Avilés Juan González Cascos, tercero de este nombre, que fue sobrino carnal de María de Solís, la mujer del Adelantado: hijo de Juan González Cascos el Viejo (hermano de la Adelantada) y de otra María de Solís, su mujer y deuda. Con posteridad.
  7. Y Leonor de Quirós y
  8. María de Arango, monjas ambas en las Huelgas de Avilés.
- Juan Martínez de Cudillero, el Mozo, que casó dos veces. Su primera mujer fue Magdalena del Busto,[88] y la segunda Ana de León, de quien tuvo cinco hijos:[89]
  1. Pedro Martínez de León,
  2. Domingo Martínez de León,
  3. Juan Martínez de León,
  4. María Martínez de León y
  5. Eulalia Martínez de León, que ya era viuda en 1609 y aún vivía en 1627.[90]
- Y María de Arango, que casó con Rodrigo de las Alas el Viejo, señor de la primitiva casa de las Alas de Avilés y 9.º patrono o padronero de la Capilla de Santa María o de las Alas,[91] contigua a la antigua iglesia parroquial de San Nicolás de Avilés (hoy de los PP. Franciscanos), regidor y depositario general de dicha villa, que falleció en 1573, hijo de Nicolás de las Alas, poseedor de la misma casa y patronato, y de Sancha de Miranda, su primera mujer. Tuvieron por hijo a[92]

Nicolás de las Alas el Menor, 10.º padronero de la Capilla, marido de Estébana de Cienfuegos, hija de Gutierre González de Cienfuegos, señor de Allande, caballero de Santiago, corregidor de Salamanca, Medina del Campo, Granada y Burgos, y de María de Miranda y Alas, su segunda mujer, de los señores de Valdecarzana. De este matrimonio nacieron cinco hijos:
1. Gutierre de las Alas, el primogénito, que en 1603 pasó a la Nueva España como criado del licenciado Pedro Juan de Longoria.
2. Rodrigo de las Alas, que con el nombre de Jerónimo entró monje benedictino en el monasterio de San Salvador de Oña. Testó el 25 de agosto de 1614 disponiendo que el patronato de la Capilla de las Alas quedase en su monasterio después de los días de sus hermanas Leonor y Escolástica.
3. Leonor de las Alas Miranda, que murió el 4 de noviembre de 1648 y fue enterrada en la Capilla de las Alas, de la que era padronera. Casó dos veces: primera en 1621 con Rodrigo Ponce de Miranda, regidor y depositario general del concejo de Babia, procurador en la Junta General del Principado por los de Somiedo y Miranda; y segunda vez casó en 1628 con Bartolomé de Miranda, regidor de Avilés, que también era viudo y la sobrevivió hasta el 10 de enero de 1678. Con prole del primero.
4. Esteban de las Alas, patrono de la capilla en 1626-27, colegial de San Pelayo en Salamanca y del Mayor de Santa Cruz en Valladolid, catedrático de esta Universidad.
5. Y Sancha de las Alas, que con el nombre de Escolástica entró monja en San Pelayo de Oviedo.

 Además, Nicolás de las Alas el Menor tuvo dos hijos naturales, llamados:
6. Nicolás de las Alas, que pasó a Indias,
7. y Juan de las Alas, que murió el 20 de junio de 1640. Casó en San Nicolás de Avilés el 28 de noviembre de 1625 con Inés Martínez de Camina, con quien tuvo posteridad.

### Línea de Álvaro Sánchez de Avilés
En 1611, extinguida la descendencia legítima de Pedro Menéndez de Avilés, su mayorazgo y el adelantamiento de la Florida recayeron en la de su hermano mayor, que fue
• Álvaro Sánchez de Avilés (c.1510-1559), señor de la casa de Doñapalla. Testó en Valladolid el 9 de octubre de 1558 ante Francisco Cerón, murió al año siguiente en su casa de Avilés, sita en la calle de Moclín, y fue enterrado en esta villa.

Su hijo primogénito fue
• Pedro Menéndez de Avilés el Mozo (c.1540-1576), señor de la casa de Doñapalla, natural de Avilés, tesorero y gobernador en la Florida, donde fue muerto por los indios en verano de 1576, Algunos autores le nombran con los apellidos Menéndez Marques de Avilés y le hacen capitán general de la provincia, por confusión con su primo Pedro Menéndez Márquez.
Casó en Oviedo el 26 de mayo de 1565 con Mayor de Arango, que trajo en dote bienes por valor de mil ducados situados en la parroquia de Corias, concejo de Pravia. A raíz de la muerte de su marido, esta señora viajó a La Habana para los trámites de rigor. A su regreso a España cobró 800 ducados de salarios que se debían al finado; el 19 de enero de 1587 hizo donación en favor de su hijo Pedro, que sigue, a fe de Nicolás López, y ese mismo año volvió a casar con Juan Falcón de Ponte, señor de la casa de Falcón de Avilés, con quien también tuvo descendencia. Nacida en Oviedo, testó en Madrid ante Antonio Núñez el 22 de septiembre de 1620, y era hija de Luis González de Oviedo, natural y regidor de Oviedo, y de Constanza (Velázquez) de la Rúa y Arango, su primera mujer, nacida en la parroquia de Arango y finada en 1558; nieta de Juan González de Oviedo y de María López de Oviedo.

El padre del primer conde fue
• Pedro Menéndez de Avilés (tercero del nombre, c.1570-1619), II poseedor del mayorazgo familiar, IV adelantado de la Florida, gobernador y capitán general de esta provincia, regidor perpetuo de Avilés y caballero de Santiago. Testó en Valladolid el 18 de diciembre de 1618 ante Juan Bautista Guillén, agregando tercio y quinto al mayorazgo. Se mandaba enterrar en la parroquial de San Nicolás de Avilés, con cuyo ayuntamiento andaba en pleitos sobre el derecho de sepultura en la capilla mayor de dicha iglesia. Y falleció poco después, haciéndose inventario de sus bienes en 1619.
Aún vivía su padre y él era un niño de tierna edad en 1574, cuando su tío abuelo de igual nombre fundó el mayorazgo llamándole a poseerlo en segundo lugar, después de su hija Catalina. Dos años después murió su padre, y a raíz de ello su madre y curadores iniciaron en su nombre una serie de pleitos por la herencia del Adelantado, que Pedro siguió por sí mismo cuando tuvo edad para ello. Estos litigios le enfrentaron con su tía Catalina hasta el punto de convertirse en «un verdadero tormento» para ella durante los últimos años del siglo XVI.
Sin embargo, en 1600 se produjo la reconciliación, propiciada por la concurrencia de dos muertes «oportunas». En un breve lapso habían fallecido Hernando de las Alas, que era el III adelantado como segundo marido de Catalina, y la hija única de esta, Toribia Menéndez Valdés, que dejaba a su vez una única hija: Mencía de Valdés. Pedro era entonces soltero y de unos treinta años de edad, y Mencía tendría unos diez, así que concertando un matrimonio entre ellos se lograba la avenencia familiar.
En 1601, a raíz de su compromiso matrimonial con la heredera de la casa, Pedro tituló como adelantado, gobernador y capitán general de la Florida. Este oficio perpetuo vacaba a la sazón por muerte de Hernando de las Alas y era todavía de servicio efectivo: comportaba importantes rentas y no se podía proveer en mujeres ni en menores de 25 años. Pedro lo obtenía como teniente por designación de su tía Catalina, que era la poseedora, pero quince años después la sucedería también como titular del mayorazgo, al fallecer ella sin descendencia en 1611.
A finales de 1600 capituló casar con Mencía de Valdés, su deuda (c.1590-c.1605), arriba filiada como única biznieta legítima del Adelantado, pero este matrimonio no se pudo llevar a efecto porque ella murió adolescente unos cinco años después. Nacida hacia 1690, era hija como ya se ha dicho del capitán Álvaro Pérez de Navia y Arango, señor de la casa de Navia de Luarca y de la torre de Arango y coto de Villavaler en el concejo de Pravia, y de Toribia Menéndez Valdés o Menéndez de Miranda, su primera mujer recientemente fallecida. Y nieta materna única de la repetida Catalina Menéndez de Avilés, hija del fundador y primera poseedora del mayorazgo, y de Hernando de Miranda, su primer marido, que fue el II adelantado de la Florida.
Tras el fallecimiento de Mencía, Pedro casó tardíamente con Isabel de Porres y de la Peña, que testó en Oviedo a fe de Gabriel González del Valle, murió en 1623 y fue enterrada en la antigua iglesia de la Compañía de Jesús de dicha ciudad. Era hermana de Felipe de Porres, señor de la casa de Porres del lugar del Condado en el valle y merindad de Valdivielso y de la torre de Termiñón en la de Bureba, todo en la actual provincia de Burgos, comendador de Adelfa en la Orden de Alcántara, alcalde mayor perpetuo de la ciudad de Burgos, corregidor de las de Murcia, Lorca y Cartagena, del Consejo de Hacienda de S.M. y su gentilhombre de boca, el cual quedó por tutor de los hijos de su hermana. Hija de Martín de Porres, señor de esta casa, corregidor de Cuenca y del Consejo de S.M. en la Contaduría Mayor de Hacienda, y de Isabel de la Peña; nieta de Juan de Porres, acroy del Emperador y tesorero mayor de Vizcaya, y de Ana Manrique de Almotar, de los señores de Estepar, y materna de Andrés de la Peña, señor de la casa y torre de Termiñón, y de María Meléndez de Lerma. Tuvieron al menos tres hijos varones:
1. Álvaro Menéndez de Avilés y Porres (1608-1624), primogénito, que sucedió a su padre como III poseedor del mayorazgo pero no tituló como adelantado pues murió de edad de dieciséis años el 17 de agosto de 1624. Su testamento se abrió el mismo día a testimonio de Gabriel González del Valle,[66] y fue enterrado en la iglesia de los Jesuitas de Oviedo, en la sepultura de su madre.
2. Martín Menéndez de Avilés y Porres, que sigue,
3. y Gabriel Menéndez de Avilés y Porres, el I conde de Canalejas, que seguirá.

En 1624 sucedió en la casa su hijo segundo:
•  Martín Menéndez de Avilés y Porres (c.1610-1660), V adelantado de la Florida, castellano de San Juan de Nieva y de la Torre de la Plaza de Avilés, alcalde mayor de esta villa, regidor de la ciudad de Oviedo y del concejo de Lena, caballero de Alcántara, capitán de caballos en Milán y gobernador de varias plazas en Flandes, menino de la infanta Isabel Clara Eugenia. En 1632, tras largos pleitos con el ayuntamiento, se le perpetuó la sepultura donde yacía el primer adelantado en la parroquial de San Nicolás de Avilés. Murió sin descendencia año de 1660 bajo testamento hecho en Avilés el 30 de noviembre de 1659 ante Toribio Falcón, por el que agregaba sus bienes libres al mayorazgo de la casa de Porres del Condado en cabeza de Martín Antonio de Porres, su primo.
Casó con Leonor de Miranda y Ponce de León, que murió viuda en Grado año de 1662. Era hermana de Sancho, el I marqués de Valdecarzana, e hija de Diego Fernández de Miranda y Ponce de León, señor de Valdecarzana y de otros cotos en Asturias, caballero de Santiago, y de Juana Osorio de Valdés y Estrada (hermana del almirante Juan Pardo y Osorio, caballero de Santiago, «muerto en Guetaria cuando el Francés quemó la Armada»); nieta de Lope de Miranda y Valdés, señor de Valdecarzana, corregidor de Granada, y de Leonor Ponce de León y Miranda, su mujer y prima carnal, señora del coto de Muros, y materna del general Sancho Pardo de Donlebún Osorio y Lanzós, señor de la villa de las Figueras y casa de Donlebún en el concejo de Castropol, caballero de Santiago, y de Juana Manrique de Estrada, de los señores de la Vega del Sella.

### Condes de Canalejas

#### Concesionario
El condado de Canalejas fue concedido en 1675 a favor de
• Gabriel Menéndez de Avilés y Porres (a.1620-1692), I conde de Canalejas, VI adelantado de la Florida, castellano de San Juan de Nieva y de Avilés, regidor perpetuo de esta villa y de la ciudad de Oviedo, caballero de la Orden de Alcántara, colegial del Mayor de San Bartolomé en Salamanca, oidor en Sevilla, en Granada y en el Consejo de Indias, del que fue ministro y camarista, y consejero también de Órdenes. Nació antes de 1620, testó el 24 de abril de 1679, murió siendo dos veces viudo el 10 de julio de 1692 en sus casas de la calle de Atocha de Madrid, y fue enterrado en la capilla de los Lujanes del convento franciscano de San Pedro el Viejo.
Casó dos veces: la primera el 16 de septiembre de 1655 en Madrid, parroquia de San Sebastián, con Isabel Antonia de Porres Villela y Manrique, su sobrina segunda, señora de las casas del Condado y Termiñón, ya citadas, natural de Madrid, que fue bautizada en dicha iglesia el 17 de julio de 1640, falleció el 1.º de marzo de 1674 en su casa de la calle de Atocha, de la misma feligresía, y fue enterrada en la Merced. Era hija y sucesora de Martín Antonio de Porres y Zorrilla, señor de dichas casas, caballero de Alcántara y corregidor de Ávila (arriba citado como heredero de los bienes libres del V adelantado), y de Luisa de Villela y Manrique, su mujer y prima carnal, que era hermana del I conde de Lences; nieta de Felipe de Porres, tío y tutor de Gabriel (de quien se hizo mérito al tratar del IV adelantado), y de Antonia de Zorrilla y Arce, su primera mujer, y materna de Pedro de Villela y Murga, señor de la casa de su apellido en Munguía (Vizcaya), caballero de Santiago, gentilhombre de boca de S.M., y de Isabel de Zorrilla Arce y Manrique, su segunda mujer (hermana de la Antonia antes citada), señora de las casas de San Martín y la Gándara, ambas en el valle de Soba, y de las de Villerías en tierra de Campos y Comunión de Basave en Álava. Isabel de Porres sacó licencia apostólica para tener oratorio en su casa de Madrid, y adquirió valiosas reliquias; era la propietaria de la alcaidía —que ejerció su marido— de la Torre de la Plaza de Avilés (oficio que antes tuvo su padre por herencia del V adelantado y real despacho de 1669), y gozó por sus días de las rentas de la encomienda de Adelfa de la Orden de Alcántara, en sucesión de Ana María Manrique y Villela, su abuelastra y tía abuela (2.ª mujer de Felipe de Porres, su abuelo, y hermana del materno), a quien S.M. hizo merced de esta regalía por dos vidas mediante real cédula del 5 de noviembre de 1651.
Gabriel Menéndez contrajo segundas nupcias en el Palacio Real de Madrid el 8 de octubre de 1675, previas capitulaciones otorgadas el mismo día, con Juana de Luján Osorio Acuña y Rivadeneira, señora de la villa de Canalejas y del mayorazgo de Rivadeneira, dama de la reina Mariana de Austria, que falleció sin hijos el 7 de junio de 1679 en su casa de Madrid, calle de Atocha, habiendo otorgado poder para testar, y fue enterrada en la capilla de los Lujanes de San Pedro el Viejo. Después de sus días, se hizo su testamento en Madrid el 2 de marzo de 1682 a fe de Prudencio de Cabezón, por el que agregaba sus bienes libres y la jurisdicción de Canalejas al mayorazgo de su marido. Era hermana entera de Fernando de Luján Guzmán y Robles, I conde de Castroponce, caballero de Alcántara, e hija de Diego de Luján y Robles, señor del Valle de Trigueros y de la casa y Torre de los Lujanes de Madrid, caballero de Santiago, gentilhombre de boca del rey Felipe IV, y de Leonor Osorio de Guzmán y Sarmiento, dama de la misma reina; nieta de Fernando de Luján y Castilla, señor de la casa de Madrid, comendador de Ocaña en la Orden de Santiago, gentilhombre de boca de Felipe III, y de Juana de Guzmán y Robles, señora de Trigueros, y materna de Luis Álvarez Osorio y Guzmán, señor de Abarca y Villarramiro, gentilhombre de boca del mismo rey, y de Francisca Sarmiento de Luna, de los condes de Rivadavia.
Del primer matrimonio nacieron:
1. Pedro José Menéndez de Avilés Porres y Villela, que sigue,
2. Francisco Menéndez de Avilés y Porres, maestre de campo de Infantería Española, caballero de Alcántara y comendador de Adelfa, menino de la reina Mariana de Austria, que murió prematuramente y sin prole poco después que su padre. En 1690 le dio S.M. el mando del Tercio de Asturias, nuevamente creado entonces,[121] con el que al año siguiente expulsó al ejército francés que había invadido Cataluña.[122]
3. Catalina Menéndez de Avilés y Porres, que estuvo capitulada para casar con el marqués de Campotéjar, pero el matrimonio no se llevó a efecto y entró religiosa en el Convento de la Encarnación de Madrid, donde murió siendo subpriora.
4. Alfonsa María Menéndez de Avilés y Porres, que nació en Madrid el 1.º de enero de 1662 y fue bautizada en San Sebastián.[123]
5. Y Ángela María Menéndez de Avilés y Porres, natural de Sevilla, que fue bautizada el 18 de marzo de 1665 y murió en 1690. Casó dos veces: primera en Madrid, parroquial de San Sebastián, el 1.º de febrero de 1683 con Silverio Florentino de Villavicencio, veinticuatro de Jerez, corregidor de Alcalá la Real y de Valladolid, donde murió sin hijos en 1684. Había estado antes casado con Teresa de Villavicencio, su deuda, y era hijo de Diego Tiburcio de Villavicencio, caballero de Alcántara, veinticuatro de Jerez, y de Estefanía de Villavicencio, su mujer y prima segunda.[124] Ángela volvió a casar en 1686 con Diego Ramiro Osorio y Rubín de Celis, señor del Villar de Mestages en la Vega del Tuerto, obispado de Astorga, y de la torre de Rubín de Celis en Obeso, valle de Rionansa,[125] regidor perpetuo de León y caballero de Santiago, fallecido en 1702, de quien tuvo por hijo a
Casimiro José Osorio y Menéndez de Avilés, señor de Mestages y de la torre de Rubín de Celis, regidor perpetuo de León, procurador de este reino en las Cortes de Castilla, del Consejo de Hacienda y decano del de Indias, gentilhombre de Cámara de S.M., que nació el 4 de marzo de 1689 y falleció en Madrid el 29 de noviembre de 1778.[126] Figura entre los herederos del I conde de Canalejas, su abuelo materno, pues su madre ya era difunta cuando este murió.

#### Condes de la línea directa
(Menéndez de Avilés) Segundo conde
En 1692 sucedió su hijo
• Pedro José Menéndez de Avilés Porres y Villela (c.1655-c.1715), II conde de Canalejas, VII adelantado de la Florida, señor de las casas de Avilés, Condado y Termiñón, caballero de Alcántara. Testó junto con su mujer en Valladolid el 18 de enero de 1709 ante Isidro Calderón, nombrando por heredera universal a Catalina, su única hija supérstite, y murió en los años siguientes. El inventario de sus bienes se hizo en 1720, después de los días de su mujer.
Casó el 17 de abril de 1678 en Madrid, parroquia de la Santa Cruz, velándose el 17 de octubre siguiente en el oratorio de su casa de dicha corte, parroquia de San Sebastián, con María Manuela de Bañuelos y Sandoval, que al final de su vida fue III marquesa de Ontiveros y señora de las villas de Fontiveros, Cantiveros, Vita y Malaguilla, del lugar de Herreros de Suso y de la torre y mayorazgo de Lastras del Pozo, patrona del Convento de Carmelitas Descalzos de Segovia y del monasterio de Dominicas de San Pedro de las Dueñas, y poseedora de los mayorazgos y cortijos de Peralta, Peraltilla, Las Pinedas y Estebanía Baja en el reino de Córdoba. Sucedió en dichas casas y estados por muerte de su hermana María Teresa de Bañuelos y Sandoval, y murió viuda acabando el año de 1718 en Llerena, donde otorgó poder para testar el 4 de diciembre a Juan Manuel de Aguilera, su yerno, remitiéndose al mancomunado de 1709. Su citado yerno otorgó el testamento en Madrid el 3 de marzo de 1719 a fe de Marcelino de Losada, y ese mismo año hizo inventario de sus bienes. Era hija de Manuel de Bañuelos y Velasco, I marqués de Ontiveros, caballero de Calatrava, capitán general de la Armada del Océano, comisario general de la Infantería y la Caballería de España, del Consejo de Guerra de S.M., segundo mayordomo de la reina Mariana de Austria, natural y señor de la casa de su apellido en Córdoba, poseedor de aquellos mayorazgos y de la torre de Lastras del Pozo, y de María Catalina Gómez de Sandoval y Rojas, señora de las mismas villas, quien le fundó vínculo de mejora; nieta de Luis de Bañuelos y Velasco, caballero de Calatrava, natural de Córdoba, y de María de Peñalosa y Vivero, que lo era de Segovia, de la casa de Lastras del Pozo, y materna del general Jerónimo Gómez de Sandoval, señor de las jurisdicciones de su hija y nieta y de las villas de Bahabón de Esgueva, Oquillas y Cilleruelo, caballero de Santiago, y de Mariana de la Cerda y Ocáriz, de los marqueses de la Rosa y de Mota de Trejo.
Tuvieron por hijos a
1. María Catalina Menéndez de Avilés Bañuelos Sandoval y Porres, que sigue,
2. a María Francisca Menéndez de Avilés y Bañuelos, que nació en la casa de la calle Atocha el 2 de mayo de 1685, fue bautizada en San Sebastián[135] y murió niña,
3. y a José Julián Menéndez de Avilés y Bañuelos, que nació el 28 de enero de 1691 en la misma casa y feligresía[136] y también murió en la infancia.

Tercera condesa
Hacia 1715 sucedió su hija
• María Catalina Menéndez de Avilés Bañuelos Sandoval y Porres (1680-1747), III condesa de Canalejas, IV marquesa de Ontiveros, señora de las villas de Canalejas, Fontiveros, Cantiveros, Vita y Malaguilla y de los lugares de Herreros de Suso y San Miguel de Pedroso; de las casas del Condado, Termiñón, Lastras del Pozo y agregadas, y de los mayorazgos de Córdoba; patrona del Carmen Descalzo de Segovia y de San Pedro de las Dueñas; VIII poseedora del adelantamiento de la Florida, de las alcaidías de Avilés y San Juan de Nieva y de otros oficios perpetuos. Nació en su casa de la calle Atocha de Madrid el 16 de octubre de 1680, fue bautizada el 23 en la parroquial de San Sebastián, y testó en la misma villa el 4 de septiembre de 1747 a fe de Alejandrino de Artaza Llanos.
Fundó mayorazgo para los segundogénitos de su casa por vía de donación propter nuptias en favor de su hija Josefa y mediante escritura hecha el 3 de mayo de 1735. En 1745 apoderó al marqués de Ferrera para que tomase posesión a su nombre de las castellanías de San Juan de Nieva y de la villa de Avilés, que le habían sido confirmadas por real despacho del mismo año. En 1746 obtuvo del obispo de Lugo ciertas indulgencias para quien rezare ante un Niño Jesús y una Inmaculada que tenía en su casa de Madrid.
Contrajo primer matrimonio en su parroquia natal el 2 de junio de 1697, previa información genealógica y celebrándose las velaciones el 8 de septiembre en el oratorio de su casa, con Pedro Suárez de Góngora y Gutiérrez de los Ríos (1628-c.1680), IV marqués de Almodóvar del Río, señor de las villas de la Rambla y Espiel y de los lugares de la Zarza, Torre del Cañaveral y Santa María de Trassierra, todo en el reino de Córdoba, natural y veinticuatro de esta ciudad, VIII adelantado de la Florida, alcaide del castillo de San Juan de Nieva y de la torre de Avilés, caballero de Calatrava, que nació en 1628 y testó en Córdoba el 12 de diciembre de 1679 ante Juan Laínez Calatrava. Hijo de Antonio Suárez de Góngora, III marqués de Almodóvar, señor de la Zarza y de la Torre del Cañaveral, veinticuatro de Córdoba y caballero del mismo hábito, paje de Felipe IV, y de Mariana de los Ríos y Cerón, hermana del I conde de Gavia; nieto de Pedro Suárez de Góngora, señor de la Zarza y Cañaveral, también calatravo y veinticuatro, y de Urraca Venegas de Sandoval (hija de Antonio Ruiz de las Infantas y de otra Urraca Venegas de Sandoval); y materno de Martín de los Ríos Corral y Guzmán, señor de Torreblanca, veinticuatro de Córdoba, y de Luisa Cerón y Velasco, de los señores de la Herradura y de los Castellones.
Y su segundo marido fue Juan Manuel de Aguilera y de los Ríos, capitán de Granaderos de Guardias Reales, gobernador de Llerena, caballero de Santiago y comendador de la villa de los Santos de esta Orden, natural de Ciudad Real, que fue bautizado en la parroquial de Santiago el 5 de octubre de 1681 y murió sin prole en Madrid el 24 de enero de 1733, bajo disposición por la que nombraba a su mujer heredera universal y la apoderaba para otorgar su testamento, lo que ella cumplió el 27 de octubre del mismo año a fe del escribano Antonio Pérez. Fue enterrado en el Colegio Imperial. En 1719 hizo el testamento de su suegra, con poder que ésta le había dado antes de morir, como queda dicho; ese mismo año tomó posesión a nombre de su mujer del vínculo fundado por la abuela materna de ésta, y al siguiente hizo inventario de los bienes relictos de sus suegros. Era hermano de Tomás de Aguilera y de los Ríos, que casó con la III marquesa de Peñafuente, y de Vicente y Fernando, ambos sanjuanistas, y de varias comendadoras de Calatrava, e hijo segundo de Gómez de Aguilera y Guevara, de igual naturaleza, y de Leonor Teresa de los Ríos y Argote, nacida en la ciudad de Córdoba; nieto de Juan de Aguilera y Ladrón de Guevara y de Juana Treviño y Bermúdez, naturales de Ciudad Real, y materno de Fernando José de los Ríos y Argote, I vizconde de Sancho-Miranda, natural y veinticuatro de Córdoba, y de Catalina de Argote y Aguayo, también cordobesa y mayorazga.
Del primer matrimonio nacieron:
1. Ana Antonia Suárez de Góngora y Menéndez de Avilés, que sigue,
2. María Josefa Suárez de Góngora y de los Ríos, que casó con José María de Oviedo Monroy Portocarrero y Squarzafigo, marqués de Buscayolo, y no tuvieron posteridad. El marqués nació en Madrid el 14 de septiembre de 1705 y murió el 14 de diciembre de 1771, y estuvo también casado con Ana María de Aguilar y Mesía de la Cerda, de quien sí la tuvo.[149] Era hijo de Juan de Oviedo Monroy y Portocarrero, gentilhombre de la Casa Real, consejero de Hacienda, natural de Trujillo, y de Isabel María Squarzafigo y Centurión, su mujer, de los marqueses de Buscayolo, nacida en Barcelona.[150]
3. María Manuela Suárez de Góngora,
4. Joaquín Suárez de Góngora, el primogénito,
5. e Isidra Suárez de Góngora, que murieron los tres en la infancia.

(Góngora) Cuarta condesa
En 1748 sucedió su hija
• Ana Antonia Suárez de Góngora y Menéndez de Avilés (c.1700-1776), V marquesa de Almodovar del Río y V de Ontiveros, IV condesa de Canalejas, IX poseedora del adelantamiento de la Florida, señora de los estados de sus padres, que nació hacia 1712 y falleció en Valencia en 1776. Fue protectora del poeta José Pérez de Montoro, y en 1736 patrocinó la publicación de sus Obras póstumas líricas.
Casó dos veces: primera hacia 1717 con Fernando Lázaro de Luján y Silva, señor del mayorazgo de Rivadeneira, caballero de Alcántara, colegial en el Mayor de San Bartolomé de Salamanca, oidor en Valladolid, ministro de los Consejos de Órdenes e Indias, procurador en las Cortes de Castilla de 1712, mayordomo del rey Felipe V y de los príncipes de Asturias Don Luis y Don Fernando y aposentador mayor de palacio. Nacido en 1682 y finado en la corte el 7 de julio de 1736, era hijo segundo de Fernando de Luján Guzmán y Robles, I conde de Castroponce, señor del Valle de Trigueros y de la casa y Torre de los Lujanes de Madrid, caballero de Alcántara y comendador del Esparragal, gentilhombre de boca de S.M., y de Antonia de Silva Toledo y Vicentelo, su mujer (que antes estuvo casada con Pedro Manrique de Lara, de quien también hubo prole); sobrino carnal de Juana de Luján Osorio Acuña y Rivadeneira, poseedora de este mayorazgo, señora de la villa de Canalejas, ya citada y filiada como segunda mujer del I conde de este título; y nieto materno de Juan Francisco de Silva y Ribera, V marqués de Montemayor y I del Águila, señor de Villaseca, Lagunilla, Villaluenga y Magán, alcalde mayor de la Mesta, notario mayor del Reino de Toledo, y de María de Toledo Vicentelo, de los condes de Cantillana, dama de la reina Doña Isabel.
Y segunda vez casó con José Antonio de Chaves y Osorio, teniente general de los Reales Ejércitos, corregidor de Alcoy, decano del Consejo Supremo de Guerra, capitán general de las Canarias y de Mallorca, de quien no tuvo descendencia.
Del primer matrimonio nacieron:
1. Antonia Tiburcia, que nació en Madrid el 24 de abril de 1718[158] y murió niña.[159]
2. Fernando, que nació primogénito hacia 1720 y murió niño,
3. Juan Antonio de Luján y Góngora, que nació en Madrid en 1721 y también finó de edad pupilar,[160]
4. Mariana Leonor, que nació en Madrid el 28 de junio de 1722 y también murió de tierna edad,[158]
5. Antonio Leonardo de Luján y Góngora, sacerdote oratoriano en Madrid, que nació hacia 1725 y expiró en 1762,
6. Bernarda, también fallecida en la infancia,
7. Pedro Francisco de Luján y Góngora, que sigue,
8. y María Rafaela de Góngora y Luján, que seguirá.

(Luján) Quinto conde
En 1776 sucedió su hijo

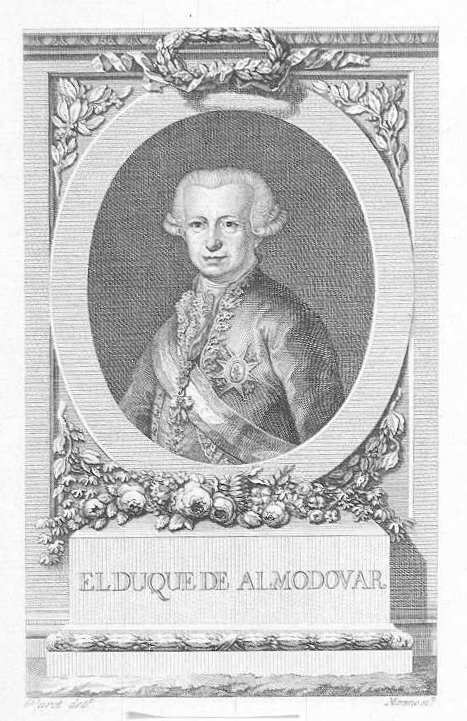
Pedro Francisco Suárez de Góngora y Luján, VI marqués y I duque de Almodóvar del Río, V conde de Canalejas, VI marqués de Ontiveros, X adelantado de la Florida, grande de España, caballero del Toisón de Oro, ministro plenipotenciario de S.M.C. en San Petersburgo y su embajador en Lisboa y Londres, director de la Real Academia de la Historia, consiliario de la de San Fernando y académico también de la Española. Retrato dibujado por Luis Paret y Alcázar y grabado por Juan Moreno de Tejada. Se estampó en 1784 al frente de su Historia política de los establecimientos ultramarinos de las naciones europeas, pese a que la publicó bajo el seudónimo de Eduardo Malo de Luque, anagrama de su título ducal. Esta obra en 5 tomos era una traducción corregida y actualizada de la Histoire des deux Indes (1770) del abate Raynal.

• Pedro Francisco Suárez de Góngora y Luján (1727-1794), VI marqués y I duque de Almodóvar del Río, VI marqués de Ontiveros, V conde de Canalejas, X adelantado de la Florida, grande de España de 2.ª clase (desde el 2 de septiembre de 1779: antes de recibir el título ducal), señor de las villas de Canalejas, Fontiveros, Cantiveros, Vita, Malaguilla, la Rambla y Espiel, de los lugares de Herreros de Suso, San Miguel de Pedroso, Santa María de Trassierra, la Zarza y Torre del Cañaveral, y de las casas de Avilés, Góngora, Porres, Termiñón, Bañuelos, etc., alcaide del castillo de San Juan de Nieva y de la Torre de la villa de Avilés, que indistintamente usaba en primer lugar el apellido Luján de su varonía o el de Góngora de la casa de Almodóvar (precedido este o no del patronímico Jiménez o Suárez). Nació en Madrid el 17 de septiembre de 1727 y falleció en misma corte el 14 de mayo de 1794.
Fue ministro plenipotenciario de S.M.C. en San Petersburgo (1760-1763), y su embajador en Lisboa (1763-1778) y en Londres (1778-1779), escritor ilustrado, académico de la Española, consiliario de la de San Fernando, director de la de la Historia y miembro honorario de la de Artes y Ciencias de Boston, consejero de Estado, caballero del Toisón de Oro, de la Concepción portuguesa y gran cruz de Carlos III, mayordomo del rey Felipe V, gentilhombre de cámara de Carlos III y mayordomo mayor de la infanta Mariana Victoria.
Casó dos veces: primera con Francisca Javiera Fernández de Miranda Ponce de León y Villacís, de la que no hubo prole, hija de Sancho Fernández de Miranda Ponce de León y Saavedra, IV marqués de Valdecarzana y de Rucandio, conde de Tahalú y de Escalante, príncipe de Bonanaro en Cerdeña, gentilhombre de Cámara de S.M. con ejercicio y servidumbre, natural de Oviedo, y de Ana Catalina de Villacís y de la Cueva, VIII condesa de las Amayuelas y VII de Peñaflor de Argamasilla, VIII marquesa de Taracena, vizcondesa de Centenera, concesionaria de la grandeza de España de 1.ª clase agregada a la casa de las Amayuelas, natural de Madrid.
Y en segundas nupcias casó el 12 de abril de 1773 con María de los Desamparados Joaquina de Montserrat y Acuña, natural de Madrid, que fue bautizada en San Martín el 10 de julio de 1751 y murió en 1807, hija del teniente general Joaquín Juan de Montserrat y Cruillas, I marqués de Cruillas, señor de las baronías de Patraix, Benialfaquí, Planes, Almudaina, Catamarruch, Llombo y otras en el reino de Valencia, virrey de la Nueva España, bailío gran cruz y clavero de la Orden de Montesa, comendador de Montroy y Burriana, natural de Valencia, y de María Josefa de Acuña y Prado, su mujer, que lo era de Madrid; nieta de Vicente de Montserrat y Crespí de Valldaura, bailío del mismo hábito, oidor de la Real Audiencia de Valencia, y de María Vicenta de Cruillas y Alfonso, de los señores de Guadasequies, naturales ambos de Valencia, y materna de Juan Manuel de Acuña y Vázquez Coronado, III marqués de Escalona y III de Casa Fuerte, y de María Micaela de Prado y Ronquillo Briceño, condesa de Gramedo, de los condes de Óbedos, marqueses de Prado y de Villanueva de las Torres. Al enviudar del duque en 1794, esta señora solicitó una pensión a S.M.
Fueron sus hijos, nacidos del segundo matrimonio:
1. Carlota María de Luján y Montserrat, que nació hacia 1771 en Lisboa y murió siete años después en Londres, estando su padre de embajador en una y otra corte. Su cuerpo fue embalsamado y, en el verano de 1779,[169] se trajo a Avilés y fue depositado con gran pompa el 7 de septiembre en el panteón familiar de la iglesia parroquial de San Nicolás.[170][171]
2. Y Fernando María de Góngora Luján y Montserrat, primogénito, que vivía en 1780 pero también murió niño.[172]

Sexta condesa
En 1794 sucedió su hermana
• María Rafaela de Góngora y Luján (1728-1794), II duquesa de Almodóvar del Río, VI condesa de Canalejas, grande de España, XI poseedora del adelantamiento de La Florida.
Casó con Gilberto Carroz de Centelles, olim Vicente Catalá de Valeriola y Castellví (c.1725-1766), V marqués de Nules y VIII de Quirra (título de Cerdeña), poseedor del palacio de su familia en Valencia y de varios mayorazgos en este reino, nacido en 1717 y finado en 1766, hijo de Gilberto Carroz de Centelles, olim Joaquín Catalá de Valeriola y Cardona, VII marqués de Nules y de Quirra, y de María Ana de Castellví y Escrivá de Híjar, su primera mujer, que casaron en 1722; nieto de Gilberto Carroz de Centelles, olim José Catalá de Valeriola y Sanchís, VI marqués de Nules y de Quirra, y de Francisca de Cardona y Pertusa, su primera mujer, que era hermana del famoso arquitecto José de Cardona y Pertusa, caballero de Montesa; nieto materno de Felipe Lino de Castellví y Ximénez de Urrea, IV conde de Carlet, natural de Zaragoza, y de Mariana Escrivá de Híjar y Monsoriu, natural de Valencia y transitoriamente condesa de Alcudia y de Gestalgar, señora de La Baronía de Estivella; y biznieto de Otger Catalá de Valeriola y Mompalau (que castellanizaba mal su nombre como Onofre Catalán), caballero de Montesa, comendador, albacea y tesorero general de esta Orden, y de Hermenegilda Sanchís. Este Otger u Onofre fue el primero de su linaje que se llamó también Gilberto Carroz de Centelles, por haber sucedido en los marquesados de Quirra (en 1670) y Nules (en 1695, tras ganárselo en pleito al duque de Gandía), cuyas vinculaciones imponían dicho nombre y apellidos a los poseedores de la casa.
Tuvieron por hija única y sucesora a la que sigue.

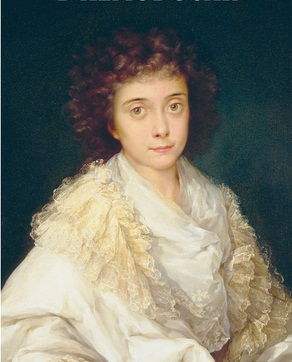
Gilaberta Carroz de Centelles, olim Josefa Dominga Catalá de Valeriola Luján y Góngora (1764-1814), III duquesa de Almodóvar del Río, VI marquesa de Nules y VII de Ontiveros, VII condesa de Canalejas, VI de Alcudia y VIII de Gestalgar, grande de España, XII poseedora del adelantamiento de La Florida, IX marquesa de Quirra en el reino de Cerdeña, señora de las baronías de Estivella, Jalón, Llíber y Gata en el de Valencia y de numerosas villas y otros vasallos. Retratada en 1794 por Vicente López Portaña.

(Catalá de Valeriola) Séptima condesa
Por fallecimiento de la anterior en 1794, posesión del mayorazgo en dicho año y real carta de 1795, sucedió su hija única:
• Gilaberta Carroz de Centelles, olim Josefa Dominga Catalá de Valeriola Luján y Góngora (1764-1814), III duquesa de Almodóvar del Río, VI marquesa de Nules y VII de Ontiveros, VII condesa de Canalejas, VI de Alcudia y VIII de Gestalgar, grande de España, XII poseedora del adelantamiento de La Florida, IX marquesa de Quirra, señora de numerosas villas y de las baronías de Estivella, Jalón, Llíber y Gata. Nació en 1764, testó en Valencia el 19 de octubre de 1804 a fe de José de Velasco, y expiró el 6 de febrero de 1814.
En 1794, por muerte de su madre, tomó posesión del mayorazgo de la casa de Avilés y condado de Canalejas. En 1806 fue confirmada en la castellanía perpetua del de San Juan de Nieva y de la Torre de la villa de Avilés, cuyo título se le había despachado el 6 de mayo de 1795.
En 1793 fue designada para suceder en los vínculos de los Castellví por Joaquín Antonio de Castellví e Idiáquez, su tío segundo, VI conde de Carlet, de Alcudia y de Gestalgar. Y en efecto entró en posesión de los mayorazgos en 1800, al fallecer el conde sin hijos, pero a raíz de ello se entablaron una serie de pleitos en los que la duquesa de Almodóvar perdió buena parte de este patrimonio en favor de otros parientes.
Casó con Benito de Palermo Osorio y Lasso de la Vega (1761-1819), IX duque de Ciudad Real, VII marqués de Mortara, VI de Zarreal, VI de Olías y IX de San Damián, X conde de Triviana, VIII de Aramayona, VIII de Lences y IX de Biandrina, dos veces grande de España, que estaba viudo de Paula de Mena y Benavides. Hijo de Joaquín Antonio Osorio y de Orozco, anterior poseedor de los mismos títulos, y de Rafaela Lasso de la Vega y Sarmiento; nieto del coronel Vicente Osorio y Vega, de los condes de Grajal y de Fuensaldaña, marqueses de Montaos, y de Francisca Sarmiento de Sotomayor y Dávila Zúñiga, de los condes de Salvatierra, y materno de Luis Lasso de la Vega y Córdoba, II duque del Arco, conde de Puertollano y de Montehermoso, marqués de Miranda de Anta, caballero del Toisón de Oro, y de Ana María de Orozco y Villela, VII duquesa de Ciudad Real, V marquesa de Mortara, VII de Aramayona, IV de Zarreal, IV de Olías, VII de San Damián, VIII condesa de Triviana, VI de Lences, de Barrica y VII de Biandrina, vizcondesa de Olías y de Villerías.
Este matrimonio fue rato pero no se llegó a consumar. Josefa Dominga Catalá de Valeriola murió sin descendencia en 1814, extinguiéndose la línea directa de los condes de Canalejas. El ducado de Almodóvar del Río recayó en Francisco de Paula Fernández de Córdoba y Álvarez de las Asturias-Bohorques, descendiente de la línea en que se venía sucediendo el marquesado de igual denominación; el marquesado de Ontiveros, en José de Cabrera y Bernuy, y los de Nules y Quirra, en Felipe Carlos Osorio y de Castellví.

#### Pleito por la sucesión
Al fallecer sin prole en 1814 la III duquesa de Almodóvar (VII condesa de Canalejas), quedaba totalmente extinguida la descendencia del primer conde de Canalejas. De modo que por la sucesión de la casa se entabló un complicado pleito en el que se interesaron los siguientes
Litigantes:
- José de Valdés y Flórez (1761-1823), jefe de escuadra y caballero de Santiago, que poseía —entre otros mayorazgos— la segunda casa de Valdés de la villa de Cangas de Tineo,[82] la del mismo apellido de la villa de Grado, la de Cuervo de San Román de Candamo, y otras en la villa de Pravia, en el lugar de las Riberas del mismo concejo, en la Vega de los Viejos (Babia) y en Fuenmayor (la Rioja). Pretendía la casa de Canalejas como descendiente de una hermana uterina del I adelantado. Como arriba se dijo, María Alonso de Arango, la madre de Pedro Menéndez de Avilés, casó en segundas nupcias con Juan Martínez de Cudillero el Viejo y tuvieron por hija a Catalina González de Arango, que casó con Martín de Quirós, señor de la casa de San Román. Y su nieto primogénito fue Martín de Quirós, señor de la misma casa y marido de María de Carreño, de quienes provenía este pretendiente por la línea que se expone en la nota [83]. José de Valdés Flórez casó con María Luisa de los Ríos Muñoz y Velasco, y fueron padres del primer marqués de Casa Valdés.

- Cayetano de Navia Osorio y Menéndez de Avilés (1792-1846), V marqués de Ferrera, señor de las casas de Navia de Luarca, Arango, León de Avilés, Báscones, Andallón, Fresnedo, Rubianes, etc., senador del Reino,

- María Teresa de Navia Osorio y Menéndez de Avilés (n.c.1743), tía abuela del anterior y proveniente de la misma línea. Viuda de Jacinto de Herrera Navia y Lorenzana, su deudo, I marqués de Villadangos, natural, vecino y regidor perpetuo de León.

- El coronel Menendo de Llanes Campomanes,

- Matías Menéndez de Luarca Tineo y Abella (n. 1755), señor de los solares de su apellido de la villa de Luarca y del lugar de Setienes, ambos en el concejo de Valdés, diputado por este a la Junta General del Principado de 1792 a 1815, y procurador general de la misma. Aducía los derechos de Gregoria de Avilés y Flórez, su bisabuela, hija de los señores de las casas de Bolgues y las Morteras, línea que se expone en el apéndice y que provenía de .[185] Estaba casado con María del Carmen del Riego Lamas Valdés y Heredia, señora del coto de Sangoñedo en el concejo de Tineo y de la villa de Lamas de Moreira en el de Burón, hoy de la provincia de Lugo, con sus vínculos y patronatos.

#### Condes de la segunda línea
(Inclán) Octava condesa
Por sentencia firme de la Real Chancillería de Valladolid, dictada en 1821, sucedió en la casa
• Benita de Inclán Valdés y Mier (1751-1830), VIII condesa de Canalejas, XIII poseedora del adelantamiento de La Florida, así como de numerosos mayorazgos en Asturias, cuya filiación se expondrá en el apéndice. Natural de Oviedo, fue bautizada el 23 de mayo de 1751 en San Isidoro el Real, y falleció en 1830.
Casó en dicha iglesia el 2 de febrero de 1770 con Fernando de Valdés y Bernaldo de Quirós, natural y mayorazgo de la casa de Valdés de Gijón, señor de los cotos de Granda y Tresali, y poseedor también de las casas de Solís, Figaredo, Carvajal y Ania, regidor perpetuo de Oviedo y de Gijón, maestrante de Granada y teniente coronel del Regimiento Provincial de Oviedo, que fue bautizado en San Pedro el 11 de noviembre de 1747, testó con su mujer en Oviedo el 10 de septiembre de 1797, murió en esta ciudad el 7 de noviembre de 1808 y fue sepultado en el convento de Nuestra Señora del Rosario. Hijo de Pedro de Valdés y Solís de Carvajal, señor de las mismas casas y jurisdicciones, natural de Gijón, y de Rosa Bernaldo de Quirós y Cienfuegos, su primera mujer, de los marqueses de Campo Sagrado, nacida en Oviedo. Estos Valdés de Gijón descendían por línea agnada y natural del general Pedro de Valdés, yerno del I adelantado, de quien arriba se hizo mérito.
Tuvieron por hijos a
1. Álvaro de Valdés e Inclán, que sigue,
2. José Gregorio de Valdés e Inclán, gemelo del anterior y como él bautizado el 27 de abril de 1771 en San Isidoro de Oviedo e hidalgo en esta ciudad en 1780. Ingresó en la Real Compañía de Guardias Marinas el 10 de junio de 1788, previa información de nobleza de sus cuatro costados.[188] Alcanzó el empleo de alférez de fragata y murió célibe a bordo del navío Intrépido en 1792, volviendo de Cádiz.
3. María Escolástica de Valdés e Inclán, nacida probablemente en 1772, que casó en 1792 con Francisco Bernaldo de Quirós y Mariño de Lobera, su tío 2.º, V marqués de Campo Sagrado, señor de Viñayo y de Villoria, alguacil mayor de Oviedo, notario mayor del Tribunal de la Santa Cruzada de esta ciudad y obispado, caballero gran cruz de Carlos III.[189] Militar de Artillería, combatió en los sitios de Menorca y Gibraltar y en la Guerra del Rosellón, fue coronel del Regimiento de Nobles Asturianos, y con el empleo de teniente general tuvo un destacado papel en la Guerra de la Independencia. Fue miembro de la Junta Central, diputado a Cortes en las de Cádiz, ministro de la Guerra y capitán general de Cataluña y de Castilla la Nueva. Nacido en su palacio de Oviedo, fue bautizado en San Juan el 28 de abril de 1763 y murió sin descendencia en Madrid el 5 de febrero de 1837. Hijo de Francisco Antonio Bernaldo de Quirós y Cienfuegos, IV marqués de Campo Sagrado, natural de Oviedo, y de Francisca de Sales Mariño de Lobera y Pardo de Figueroa, de los marqueses de la Sierra, que lo era de Pontevedra. Escolástica murió pronto sin sucesión, y el marqués contrajo nuevas nupcias con su hermana Jacoba, como en seguida se dirá.
4. Casimiro de Valdés e Inclán, coronel de Artillería, inscrito en el mismo padrón de 1780,
5. Plácida de Valdés e Inclán, monja benedictina de velo negro en San Pelayo de Oviedo,
6. Juan de Valdés e Inclán, bautizado en San Tirso el Real de Oviedo el 13 de julio de 1777. Después de ser abad de San Juan de Cenero,[190] el 22 de febrero de 1793 sentó plaza de guardia marina,[191] como su ya difunto hermano José. En 1814 renunció a su legítima y murió soltero en 1820 en Perpiñán, con el empleo de coronel.
7. María Luisa de Valdés e Inclán, que fue, como Plácida, monja en San Pelayo de Oviedo;
8. Jacoba de Valdés e Inclán, dama noble de María Luisa,[192] que nació en Gijón en 1784, falleció en Oviedo en 1859 y está sepultada en la iglesia de San Nicolás de Villoria, concejo de Laviana. Casó en 1801, previas capitulaciones y real licencia,[193] con su cuñado Francisco Bernaldo de Quirós y Mariño de Lobera, V marqués de Campo Sagrado, viudo de su hermana Escolástica. Tampoco de este matrimonio tuvo descendencia el marqués.
9. Segundo de Valdés e Inclán, que fue abad de Cenero después que su hermano Juan.[190] Renunció a su legítima en 1809 y testó en 1833.
10. Fernando de Valdés e Inclán, nacido en 1785, que murió en Alba de Tormes en 1809, combatiendo a los franceses con empleo de teniente. Este y el anterior se educaron en el Colegio de Villacarriedo.
11. Y María Antonia de Valdés e Inclán, que nació en Oviedo el 17 de enero de 1793, fue bautizada el mismo día en San Isidoro el Real, testó en el palacio de Heredia de esta ciudad el 14 de marzo de 1836 a fe de Nicolás Trabanco, y murió el 8 de junio siguiente. Su boda se celebró en Oviedo el 11 de octubre de 1815 en el oratorio del palacio de Inclán, propiedad a la sazón de su hermano Álvaro, y previas capitulaciones matrimoniales otorgadas el 9 a fe de Benito Rodríguez, escribano de dicha ciudad, por las que ambos contrayentes agregaban tercio y quinto al mayorazgo de Heredia. Fue su marido Francisco José de Heredia y Tineo, señor de las casas de Heredia de Oviedo y Villarejo y de las de Doriga y Faes de Hevia, VIII castellano perpetuo de la Real Fortaleza de Oviedo, regidor perpetuo de esta ciudad y de los concejos de Siero, Salas, Lena y Aller, caballero de la Orden de San Juan de Jerusalén,[194] patrono del Colegio de San Pedro de los Verdes de la Universidad de Oviedo y de la capilla del Cristo del convento de Santo Domingo, hijo de Antonio de Heredia y Velarde, señor de las mismas casas, natural y castellano de Oviedo, y de María Juana de Tineo y Ulloa, natural de Astorga, de los señores de Lagunas de Somoza. Con descendencia que volveremos a citar.

(Valdés) Noveno conde
En 1830 sucedió su hijo
• Álvaro de Valdés e Inclán (1771-1840), IX conde de Canalejas, XIV adelantado de la Florida, coronel de Artillería, que nació en Oviedo el 26 de abril de 1771 y fue bautizado en San Isidoro al día siguiente. Testó a fe de Carlos Rodríguez el 6 de noviembre de 1832 en Madrid, donde murió el 7 de mayo de 1840. Sucedió en las casas de sus padres, poseyendo entre otros oficios perpetuos los de regidor de Oviedo y alférez mayor de Pravia y Miranda. Fue alcalde mayor de ronda de dicha ciudad, donde figura empadronado como noble en 1773 y 1780. Desde su boda y hasta el año 1830 en que tituló como conde de Canalejas, fue conocido por vizconde de la Peña de Francia (consorte y viudo). Fue amigo de Jovellanos, quien le llamaba Alvarín.
Otorgó capitulaciones matrimoniales en Gijón el 1.º de septiembre de 1793 y casó el siguiente día 6 en la capilla de San Juan Bautista de la parroquia de San Pedro, con María del Carmen Ramírez de Jove y Cienfuegos, llamada vizcondesa de la Peña de Francia, que nació en Gijón el 9 de julio de 1772, fue bautizada el 11 en San Pedro y falleció prematuramente en 1795. Era hija e inmediata sucesora de Manuel María Ramírez de Jove, III marqués de San Esteban de Natahoyo, al que premurió, señor del coto de Natahoyo y de la casa de Ramírez de Gijón, nacido el 8 de agosto de 1848 en dicha villa, donde murió el 17 de mayo de 1798, y de Nicolasa María González de Cienfuegos y Velarde, su primera mujer, de los condes de Marcel de Peñalba, nacida en Oviedo y bautizada el 7 de diciembre de 1784 en San Isidoro, donde casaron el 17 de mayo de 1770. Tuvieron dos hijas:
1. María del Rosario de Valdés y Ramírez de Jove, que sigue, y
2. Nicolasa Gala de Valdés y Ramírez de Jove, a la que en 1818 capitularon casar con Antonio María de Faes y Valdés Sorribas, señor de la casas de Carabanzo en el concejo de Lena y Coviella en el de Cangas de Onís, hijo y sucesor de Antonio de Faes Argandona y Miranda y de Ramona de Valdés Sorribas y Antayo, de los señores del coto de Lodeña en el concejo de Piloña y de la casa de Sorribas en el de Villaviciosa.[196] Sin posteridad. En los vínculos del marido sucedió su hermano Matías de Faes.

Décima condesa
En 1840 sucedió su hija
• María del Rosario de Valdés y Ramírez de Jove (1794-1850), X condesa de Canalejas, IV marquesa de San Esteban, XV poseedora del adelantamiento de La Florida, señora de las casas de Avilés, Valdés, Ramírez y agregadas, etc., dama de la Orden de María Luisa. Nació en Gijón el 5 de octubre de 1794, fue bautizada en San Pedro al día siguiente y murió en Santiago de Compostela en 1850, bajo testamento cerrado hecho en Gijón el 26 de septiembre de 1844, que fue protocolizado por el notario Benito Rodríguez Llanos, en el que pedía ser enterrada en el convento de Santo Domingo de Oviedo, donde lo estaban sus padres y abuelos.
Previas capitulaciones, casó el 6 de enero de 1816 en el oratorio de su casa de Oviedo, parroquia de San Isidoro el Real, ante el presbítero Juan Valera (académico de la Historia, catedrático de la Universidad de Santiago y abad de Santa Cruz de Rivadulla), con Juan Antonio de Armada Ibáñez de Mondragón y Guerra, VI marqués de Santa Cruz de Rivadulla, brigadier de los Reales Ejércitos, coronel honorario de Artillería, regidor perpetuo de Orense y alguacil mayor de Millones por S.M. de esta ciudad y provincia, señor de varias casas y jurisdicciones en Galicia, prócer y senador vitalicio del Reino, que fue por su mujer adelantado de la Florida y regidor perpetuo de Oviedo, nacido en Maracaibo (Venezuela) el 13 de enero de 1796 y fallecido en Madrid el 15 de abril de 1871, hijo del brigadier Juan Ignacio de Armada Ibáñez de Mondragón y Caamaño, V marqués de Santa Cruz de Rivadulla, regidor perpetuo de Orense, coronel del Batallón de Literarios, caballero de Carlos III, natural de Santiago, y de Petra Guerra y Briones, nacida en Pezuela de las Torres, que casaron en Madrid, parroquia de San Sebastián, el 8 de enero de 1793.
Fueron padres de
1. Álvaro José de Armada y Valdés, que sigue,
2. Pedro de Armada y Valdés, que seguirá,
3. Sabino María de Armada y Valdés, abogado,[200] catedrático de Filosofía del Derecho del Ateneo de Madrid,[201] autor de notables artículos publicados en el periódico ovetense El Nalón. Casó con María de Herrera.
4. María de la Paz de Armada y Valdés (Paz Armada), que nació en Oviedo en enero de 1822 y falleció el 9 de diciembre de 1859. Casó en 1841 con Francisco de Paula Juan Clímaco de Chaves y Centurión, V marqués de Quintanar, concesionario de la grandeza de España, IX conde de Santibáñez del Río, maestrante de Sevilla, gentilhombre de Cámara de la reina Isabel II con ejercicicio y servidumbre, nacido el 30 de marzo de 1821 y finado el 5 de junio de 1854, hijo Francisco de Paula de Chaves y Artacho, VIII conde de Santibáñez, y de María Teresa Centurión y Orovio, de los marqueses de Paredes. Con descendencia en que siguen sus títulos.
5. Juan Bautista María Vicente de Ávila de Armada y Valdés, caballero de Santiago,[202] capitán de Artillería, que nació en Deva el 27 de octubre de 1823 y casó, con real licencia del 9 de noviembre de 1858, con Ramona de Losada y Miranda (1824-1880), XI marquesa de Figueroa, hija del teniente general Francisco Javier de Losada y Pardo de Figueroa, X conde de Maceda, grande de España, VIII marqués de Figueroa, VIII de la Atalaya, VIII vizconde de Fefiñanes, llamado también vizconde de Layosa, caballero de Carlos III, y de María Joaquina de Miranda y Gayoso, VI condesa de San Román, V marquesa de Santa María del Villar, natural de La Coruña, dama de la reina. Con posteridad.[203]
6. María del Carmen de Armada y Valdés, que murió niña.
7. Felisa de Armada y Valdés, que casó en la madrileña iglesia de los Santos Justo y Pastor el 10 de mayo de 1852 (despachándose la real licencia el día 16 siguiente) con Francisco de Valdés y Mon, II barón de Covadonga, maestrante de Sevilla, que era su tío abuelo 2.º (hijo de un hermano consanguíneo de Fernando de Valdés y Bermaldo de Quirós, su bisabuelo, arriba citado como marido de la VIII condesa de Canalejas). Natural de Barcelona y bautizado en Santa María del Mar el 8 de agosto de 1827, era hijo del coronel Ramón María de Valdés y del Busto, I barón de Covadonga, caballero de Carlos III, mayordomo de semana de S.M., natural de Avilés, y de Ángela de Mon y del Hierro, de los condes del Pinar; nieto de Pedro de Valdés y Solís de Carvajal, ya citado, y de Josefa del Busto Solís y León, su segunda mujer. Con sucesión en que siguen dichos títulos.
8. María del Rosario de Armada y Valdés, que nació el 21 de septiembre de 1831 en Madrid, calle de Atocha, fue bautizada en la parroquial de San Sebastián[204] y murió de tierna edad.

(Armada) Poseedor vincular
Por fallecimiento de la anterior en 1850, sucedió en el mayorazgo su hijo primogénito:
• Álvaro José de Armada y Valdés (1817-1889), VI Marqués de Santa Cruz de Rivadulla y V de San Esteban de Natahoyo, XVI adelantado mayor de la Florida, llamado también «XI conde de Canalejas», caballero de las Órdenes de Montesa y Carlos III, coronel de Infantería, varias veces diputado a Cortes y senador del Reino.
Casó con María Manuela de la Paciencia Fernández de Córdoba y Güemes (1822-1871), V condesa de Revilla Gigedo y III de Güemes, V marquesa de Canillejas, grande de España, dama de la reina y de la banda de María Luisa.
Con sucesión en que siguieron todos estos títulos y el adelantamiento de la Florida.

En 1852, Álvaro de Armada y Valdés renunció sus derechos al condado de Canalejas en favor de su hermano Pedro, a la vez que le cedía «las haciendas de Valencia, la casa y bienes de Bolgues en el concejo de las Regueras y la casa de Ramírez de la calle de la Platería de Oviedo».

Undécimo conde
En virtud de dicha renuncia, sucedió por real carta del 16 de julio de 1852 su hermano menor
• Pedro de Armada y Valdés (1818-1864), XI conde de Canalejas, dueño del palacio de Bolgues, notable humanista, escritor y político tradicionalista, que nació en Oviedo en 1818 y murió en Valencia el 10 de mayo de 1864. Licenciado en Jurisprudencia por la Universidad de Santiago, se doctoró por la de Oviedo, donde fue catedrático de Historia, y desde 1847 su vicerrector. Fue magistrado de la Real Audiencia de La Habana y diputado a Cortes electo dos veces por Oviedo. «Poeta de notable inspiración, prosista castizo, eruditísimo en materias históricas, principalmente en las referentes a su querida Asturias, filósofo, latinista y muy versado en Literatura clásica, como también en Teología y Cánones […]. El Señor Conde de Canalejas era de conciencia tan rígida, que consideraba nefasta la más ligera concesión a escuelas filosóficas incompatibles con el Catolicismo». Formó en las filas de los «neos», fue amigo de Jaime Balmes, y como él propugnaba la reconciliación dinástica y nacional mediante el matrimonio de Isabel II con el Conde de Montemolín. Al ser elegido diputado en 1850 trasladó su residencia a Madrid, donde sostuvo vivas polémicas en los debates de las Cortes y del Ateneo y en sus artículos publicados en El Pensamiento Español.
Casó con Lorenza Fernández de Heredia y Valdés, su tía segunda, con dispensa del 2.º con 3.er grado de consanguinidad. Las capitulaciones se otorgaron el 19 de junio de 1839, y al día siguiente se despachó la real licencia. Lorenza era hermana de Antonio Fernández de Heredia y Valdés, vizconde consorte y viudo del Cerro, caballero de Montesa, e hija de Francisco José de Heredia y Tineo, señor de las casas de Heredia de Oviedo y Villarejo, y de las de Doriga y Faes de Hevia, castellano y regidor de Oviedo, caballero sanjuanista, y de María Antonia de Valdés e Inclán, ya citados entre los hijos de la VIII condesa de Canalejas.
Tuvieron al menos dos hijos varones:
1. Pablo de Armada y Fernández de Heredia (1858-1879), primogénito, que heredó el palacio de Bolgues pero por su lealtad carlista no quiso solicitar de un rey «liberal» la sucesión en el condado de Canalejas. Nacido en 1858, murió prematuramente y sin prole el 15 de octubre de 1879.[206]
2. Y Ramón de Armada y Fernández de Heredia, que sigue.

Duodécimo conde
Después de los días del primogénito, y habiendo vacado el título durante casi veinte años, sucedió por real orden de 30 de junio de 1883 y real carta del mismo año (ambas de Alfonso XII) su hijo segundogénito:
• Ramón de Armada y Fernández de Heredia (1859-1934), XII conde de Canalejas, que falleció viudo en Santiago de Compostela el 10 de enero de 1934, a los 75 de edad. En 1895 fue nombrado gobernador de una provincia en las Filipinas, cargo que ejerció hasta la ocupación estadounidense en 1898. A raíz de su matrimonio se estableció en Santiago y fue teniente de alcalde de esta ciudad por el partido maurista.
Casó el 21 de abril de 1884 con María del Carmen de Quiroga y Losada, que heredó de su padre los pazos de Vistalegre y de La Torre, sitos los dos en la parroquia de San Cibrán de Aldán y municipio de Cangas de Morrazo (Pontevedra). Nacida hacia 1860, era hermana de José María de Quiroga y Losada, coronel de Artillería, que casó con Joaquina de Losada y Torres, su prima carnal, XI marquesa de la Atalaya y X de Santa María del Villar, e hija de Diego de Quiroga y Prieto, señor las citadas torres de Aldán y del pazo del Piñeiro en la parroquia de San Martín de Folgosa, del municipio lucense de Corgo, y de otros estados, y de María del Carmen de Losada y Miranda, VIII marquesa de Santa María del Villar; nieta de Francisco Javier de Quiroga y Ozores, señor de las mismas casas, y de María Elena Prieto Aranegui, y materna de Francisco Javier de Losada y Pardo de Figueroa, XI conde de Maceda, grande de España, VIII marqués de Figueroa y VII de la Atalaya, IX vizconde de Fefiñanes, señor del castillo de Maceda y del pazo de Fefiñanes, y de Luisa de Miranda y Sebastián, VI condesa de San Román y V marquesa de Santa María del Villar.
De este matrimonio quedaron cuatro hijos:
1. María del Carmen de Armada y Quiroga, que sigue.
2. Ramón de Armada y Quiroga, abogado que murió soltero poco después que su padre sin haber sucedido en el título, pero era el primogénito.
3. Lorenza de Armada y Quiroga, que casó con Ricardo Meyer. Procrearon tres hijos:[206]
  1. Guillermo Meyer y Armada, que nació en Vigo hacia 1915. Combatió como soldado voluntario en la Guerra Civil, obteniendo el empleo de alférez provisional, y en 1940 pasó al cuerpo de Infantería de Marina.[214]
  2. Ramona Meyer y Armada y
  3. Ricardo Meyer y Armada.
4. Y María de los Dolores de Armada y Quiroga, que casó en agosto de 1918 con Jorge Bela y Levas, miembro de la nobleza austro-húngara. Fueron sus hijos:[206]
  1. José Bela y Armada, secretario general del ayuntamiento de Orense, que falleció en dicha ciudad el 11 de abril de 1981.[215] Fue su mujer María Josefa Rodríguez de Zabaleta y Rodríguez, que falleció viuda en Madrid el 26 de febrero de 2010,[216] hija de Fernando Rodríguez de Zabaleta y Martínez y de Concepción Rodríguez Angosto. Tuvieron por hija única a
María Paloma Bela y Rodríguez de Zabaleta, de quien se hablará más abajo, XVI condesa de Canalejas.

  2. Ramón Bela y Armada, que finó en Madrid el 12 de diciembre de 1988.[217] Casó en Madrid, Buen Suceso, en abril de 1953, con María Teresa Kindelán y Romero,[218] nacida en 1926, hija de Ultano Kindelán Duany, natural de Puerto Real, y de Magdalena Romero y Ponce de León, marquesa de Casinas, que lo era de Jerez. Con posteridad.[219]
  3. Enrique Bela y Armada,
  4. Olga Bela y Armada,
  5. Jorge Bela y Armada, que nacería en 1926 y finó en Madrid en 2005.[220]
  6. María de Lourdes Bela y Armada, que casó en Madrid, Santa Teresa y Santa Isabel, en junio de 1957, con Terence Berdasco y Jennings.[221]
  7. Javier Bela y Armada, que casó en Vitoria en junio de 1968 con María José Martínez de Pisón y Verástegui,[222] hija de Rafael Martínez de Pisón y Nebot y de Josefina Verástegui Zabala, de los marqueses de la Alameda.
  8. María del Carmen Bela y Armada
  9. y Antonio Bela y Armada.

Decimotercera condesa
Por fallecimiento del anterior en 1934, acuerdo de la Diputación de la Grandeza de 1948, decreto de convalidación de 8 de junio de 1951, y carta del mismo año, sucedió su hija
• María del Carmen de Armada y Quiroga (c.1895-1954), XIII condesa de Canalejas, dueña de los pazos de Vistalegre y La Torre de Aldán. Residía en este último, donde falleció el 20 de julio de 1954.
Casó el 11 de agosto de 1917 con Julián Pérez Esteso, abogado natural de Santiago de Compostela, quien la sobrevivió algunos años. Fue directivo de la Federación Católico-Agraria de la Coruña, y uno de los fundadores de la Liga Católica Gallega, después integrada en la CEDA. Pertenecía a la tercera generación de una dinastía de banqueros iniciada por el camerano Manuel Pérez Sáenz, su abuelo, que en 1845 fundó en Santiago la casa de banca familiar, y continuada por Olimpio Pérez Rodríguez, su padre. Entre 1959 y 1960 quedó al frente de la empresa, que por entonces se llamaba Banca Hijos de Olimpio Pérez y más tarde se convertiría en el Banco Gallego. Procrearon a:
1. María del Carmen Pérez de Armada, que murió joven y soltera;
2. Julián Pérez de Armada, que murió mozo en vida de sus padres;
3. Antonio Pérez de Armada, que sigue;
4. José María Pérez de Armada, que murió sin descendencia antes que Antonio,
5. y Ramón Pérez de Armada, que seguirá.

(Pérez)Decimocuarto conde
Por orden publicada en el BOE del 26 de febrero de 1956 y carta del 21 de diciembre del mismo año, sucedió su hijo
• Antonio Pérez de Armada (1924-1989), XIV conde de Canalejas, que nació el 17 de enero de 1924. Heredó de su madre el pazo de la Torre de Aldán, donde expiró el 29 de mayo de 1989.
Casó tardíamente y dos veces: primera en 1978 con María de las Nieves Delicado y de la Cuesta, que era hermana entera de Santiago de Nogales-Delicado, caballero de la Orden de Malta, y de María de la Concepción Delicado, dama del Real Cuerpo de la Nobleza de Madrid. Hija de Santiago Delicado y del Valle y de María de la Concepción de la Cuesta y Urquiza, su mujer; nieta de Nicasio Delicado y Braña de la Escosura y de María del Carmen del Valle y Larrínaga, y materna de Antonio de la Cuesta y Sáinz y de Santa de Urquiza y Amézaga.
Y contrajo segundas nupcias en Alcobendas el 28 de diciembre de 1985 con María de la Fuencisla Roca de Togores y Rodríguez de Mesa, que nació en Madrid el 26 de junio de 1940 y falleció viuda en Pontevedra el 21 de abril de 2014. Hija de Ignacio Roca de Togores y Tordesillas, marqués de Gibraleón, y de María del Pilar Rodríguez de Mesa y Cervera, su mujer; sobrina carnal de Pedro de Alcántara Roca de Togores y Tordesillas, XIX duque de Béjar, y nieta de Luis Roca de Togores y Téllez-Girón, XV marqués de Peñafiel, de los duques de Béjar, y de María Victoria de Tordesillas y Fernández-Casargiego, de los condes de la Patilla.
No tuvo hijos de ninguna de ellas, pero durante su segundo matrimonio adoptó dos, llamados:
1. Fuencisla Pérez y Roca de Togores
2. y Rodrigo Pérez y Roca de Togores.

Decimoquinto conde
Por orden publicada en el BOE del 5 de noviembre de 1991, y real carta de 5 de noviembre del mismo año, sucedió su hermano
• Ramón Pérez de Armada (c.1930-1999), XV conde de Canalejas. Nacido poco antes de 1930, heredó el pazo de Vistalegre de Aldán, donde falleció célibe el 1.º de marzo de 1993. A su muerte quedó extinguida la descendencia de sangre de sus padres. En sus últimas disposiciones, legó el pazo de Vistalegre a su pariente Ramón Gil González de Careaga, de quien después lo heredó María del Mar (Myriam) Beristáin Díez, su viuda, que falleció sin prole en dicha casa en 2009.

#### Actual titular
Por orden publicada en el BOE del 16 de julio de 1999, y real carta de 19 de julio del mismo año, sucedió su sobrina segunda (hija de José Bela y Armada, citado entre los nietos del XII conde)
• María Paloma Bela y Rodríguez de Zabaleta, XVI y actual condesa de Canalejas.